# فهرست سیارک‌ها (۱۰۸۰۰۱–۱۰۹۰۰۱)
فهرست سیارک‌ها (۱۰۸۰۰۱ - ۱۰۹۰۰۱) فهرست سیارک‌ها از ۱۰۸۰۰۱ تا ۱۰۹۰۰۱ است.
| نام    | نام انگلیسی   | تاریخ کشف     |
| ------ | ------------- | ------------- |
| ۱۰۸۰۰۱ | 2001 FY137    | ۲۱ مارس ۲۰۰۱  |
| ۱۰۸۰۰۲ | 2001 FZ137    | ۲۱ مارس ۲۰۰۱  |
| ۱۰۸۰۰۳ | 2001 FL138    | ۲۱ مارس ۲۰۰۱  |
| ۱۰۸۰۰۴ | 2001 FS138    | ۲۱ مارس ۲۰۰۱  |
| ۱۰۸۰۰۵ | 2001 FX138    | ۲۱ مارس ۲۰۰۱  |
| ۱۰۸۰۰۶ | 2001 FA140    | ۲۱ مارس ۲۰۰۱  |
| ۱۰۸۰۰۷ | 2001 FD141    | ۲۳ مارس ۲۰۰۱  |
| ۱۰۸۰۰۸ | 2001 FK141    | ۲۳ مارس ۲۰۰۱  |
| ۱۰۸۰۰۹ | 2001 FX142    | ۲۳ مارس ۲۰۰۱  |
| ۱۰۸۰۱۰ | 2001 FF143    | ۲۳ مارس ۲۰۰۱  |
| ۱۰۸۰۱۱ | 2001 FM143    | ۲۳ مارس ۲۰۰۱  |
| ۱۰۸۰۱۲ | 2001 FV143    | ۲۳ مارس ۲۰۰۱  |
| ۱۰۸۰۱۳ | 2001 FX143    | ۲۳ مارس ۲۰۰۱  |
| ۱۰۸۰۱۴ | 2001 FD144    | ۲۳ مارس ۲۰۰۱  |
| ۱۰۸۰۱۵ | 2001 FU144    | ۲۳ مارس ۲۰۰۱  |
| ۱۰۸۰۱۶ | 2001 FE145    | ۲۳ مارس ۲۰۰۱  |
| ۱۰۸۰۱۷ | 2001 FG146    | ۲۴ مارس ۲۰۰۱  |
| ۱۰۸۰۱۸ | 2001 FO146    | ۲۴ مارس ۲۰۰۱  |
| ۱۰۸۰۱۹ | 2001 FS146    | ۲۴ مارس ۲۰۰۱  |
| ۱۰۸۰۲۰ | 2001 FG147    | ۲۴ مارس ۲۰۰۱  |
| ۱۰۸۰۲۱ | 2001 FL147    | ۲۴ مارس ۲۰۰۱  |
| ۱۰۸۰۲۲ | 2001 FO147    | ۲۴ مارس ۲۰۰۱  |
| ۱۰۸۰۲۳ | 2001 FH148    | ۲۴ مارس ۲۰۰۱  |
| ۱۰۸۰۲۴ | 2001 FF149    | ۲۴ مارس ۲۰۰۱  |
| ۱۰۸۰۲۵ | 2001 FK149    | ۲۴ مارس ۲۰۰۱  |
| ۱۰۸۰۲۶ | 2001 FL149    | ۲۴ مارس ۲۰۰۱  |
| ۱۰۸۰۲۷ | 2001 FQ149    | ۲۴ مارس ۲۰۰۱  |
| ۱۰۸۰۲۸ | 2001 FY149    | ۲۴ مارس ۲۰۰۱  |
| ۱۰۸۰۲۹ | 2001 FX150    | ۲۴ مارس ۲۰۰۱  |
| ۱۰۸۰۳۰ | 2001 FQ151    | ۲۴ مارس ۲۰۰۱  |
| ۱۰۸۰۳۱ | 2001 FC152    | ۲۶ مارس ۲۰۰۱  |
| ۱۰۸۰۳۲ | 2001 FJ153    | ۲۶ مارس ۲۰۰۱  |
| ۱۰۸۰۳۳ | 2001 FQ153    | ۲۶ مارس ۲۰۰۱  |
| ۱۰۸۰۳۴ | 2001 FR153    | ۲۶ مارس ۲۰۰۱  |
| ۱۰۸۰۳۵ | 2001 FC154    | ۲۶ مارس ۲۰۰۱  |
| ۱۰۸۰۳۶ | 2001 FK154    | ۲۶ مارس ۲۰۰۱  |
| ۱۰۸۰۳۷ | 2001 FR154    | ۲۶ مارس ۲۰۰۱  |
| ۱۰۸۰۳۸ | 2001 FV154    | ۲۶ مارس ۲۰۰۱  |
| ۱۰۸۰۳۹ | 2001 FY154    | ۲۶ مارس ۲۰۰۱  |
| ۱۰۸۰۴۰ | 2001 FA155    | ۲۶ مارس ۲۰۰۱  |
| ۱۰۸۰۴۱ | 2001 FD155    | ۲۶ مارس ۲۰۰۱  |
| ۱۰۸۰۴۲ | 2001 FG155    | ۲۶ مارس ۲۰۰۱  |
| ۱۰۸۰۴۳ | 2001 FQ155    | ۲۶ مارس ۲۰۰۱  |
| ۱۰۸۰۴۴ | 2001 FW155    | ۲۶ مارس ۲۰۰۱  |
| ۱۰۸۰۴۵ | 2001 FX155    | ۲۶ مارس ۲۰۰۱  |
| ۱۰۸۰۴۶ | 2001 FD156    | ۲۶ مارس ۲۰۰۱  |
| ۱۰۸۰۴۷ | 2001 FC157    | ۲۷ مارس ۲۰۰۱  |
| ۱۰۸۰۴۸ | 2001 FD157    | ۲۷ مارس ۲۰۰۱  |
| ۱۰۸۰۴۹ | 2001 FE157    | ۲۷ مارس ۲۰۰۱  |
| ۱۰۸۰۵۰ | 2001 FK157    | ۲۷ مارس ۲۰۰۱  |
| ۱۰۸۰۵۱ | 2001 FO157    | ۲۷ مارس ۲۰۰۱  |
| ۱۰۸۰۵۲ | 2001 FN158    | ۲۷ مارس ۲۰۰۱  |
| ۱۰۸۰۵۳ | 2001 FO158    | ۲۷ مارس ۲۰۰۱  |
| ۱۰۸۰۵۴ | 2001 FQ158    | ۲۷ مارس ۲۰۰۱  |
| ۱۰۸۰۵۵ | 2001 FS158    | ۲۷ مارس ۲۰۰۱  |
| ۱۰۸۰۵۶ | 2001 FL159    | ۲۹ مارس ۲۰۰۱  |
| ۱۰۸۰۵۷ | 2001 FN159    | ۲۹ مارس ۲۰۰۱  |
| ۱۰۸۰۵۸ | 2001 FA160    | ۲۹ مارس ۲۰۰۱  |
| ۱۰۸۰۵۹ | 2001 FF160    | ۲۹ مارس ۲۰۰۱  |
| ۱۰۸۰۶۰ | 2001 FU160    | ۲۹ مارس ۲۰۰۱  |
| ۱۰۸۰۶۱ | 2001 FD161    | ۲۹ مارس ۲۰۰۱  |
| ۱۰۸۰۶۲ | 2001 FG161    | ۲۹ مارس ۲۰۰۱  |
| ۱۰۸۰۶۳ | 2001 FV161    | ۳۰ مارس ۲۰۰۱  |
| ۱۰۸۰۶۴ | 2001 FY161    | ۳۰ مارس ۲۰۰۱  |
| ۱۰۸۰۶۵ | 2001 FE162    | ۳۰ مارس ۲۰۰۱  |
| ۱۰۸۰۶۶ | 2001 FJ164    | ۱۸ مارس ۲۰۰۱  |
| ۱۰۸۰۶۷ | 2001 FO165    | ۱۹ مارس ۲۰۰۱  |
| ۱۰۸۰۶۸ | 2001 FY166    | ۱۹ مارس ۲۰۰۱  |
| ۱۰۸۰۶۹ | 2001 FB167    | ۱۹ مارس ۲۰۰۱  |
| ۱۰۸۰۷۰ | 2001 FC167    | ۱۹ مارس ۲۰۰۱  |
| ۱۰۸۰۷۱ | 2001 FS167    | ۱۹ مارس ۲۰۰۱  |
| ۱۰۸۰۷۲ | 2001 FN168    | ۲۲ مارس ۲۰۰۱  |
| ۱۰۸۰۷۳ | 2001 FZ168    | ۲۳ مارس ۲۰۰۱  |
| ۱۰۸۰۷۴ | 2001 FK169    | ۲۳ مارس ۲۰۰۱  |
| ۱۰۸۰۷۵ | 2001 FO169    | ۲۳ مارس ۲۰۰۱  |
| ۱۰۸۰۷۶ | 2001 FC170    | ۲۴ مارس ۲۰۰۱  |
| ۱۰۸۰۷۷ | 2001 FL170    | ۲۴ مارس ۲۰۰۱  |
| ۱۰۸۰۷۸ | 2001 FO170    | ۲۴ مارس ۲۰۰۱  |
| ۱۰۸۰۷۹ | 2001 FV170    | ۲۴ مارس ۲۰۰۱  |
| ۱۰۸۰۸۰ | 2001 FJ171    | ۲۴ مارس ۲۰۰۱  |
| ۱۰۸۰۸۱ | 2001 FM171    | ۲۴ مارس ۲۰۰۱  |
| ۱۰۸۰۸۲ | 2001 FX171    | ۲۴ مارس ۲۰۰۱  |
| ۱۰۸۰۸۳ | 2001 FG172    | ۲۴ مارس ۲۰۰۱  |
| ۱۰۸۰۸۴ | 2001 FL172    | ۲۴ مارس ۲۰۰۱  |
| ۱۰۸۰۸۵ | 2001 FP172    | ۲۵ مارس ۲۰۰۱  |
| ۱۰۸۰۸۶ | 2001 FQ173    | ۲۱ مارس ۲۰۰۱  |
| ۱۰۸۰۸۷ | 2001 FJ174    | ۱۹ مارس ۲۰۰۱  |
| ۱۰۸۰۸۸ | 2001 FD175    | ۲۰ مارس ۲۰۰۱  |
| ۱۰۸۰۸۹ | 2001 FE175    | ۲۰ مارس ۲۰۰۱  |
| ۱۰۸۰۹۰ | 2001 FG176    | ۱۶ مارس ۲۰۰۱  |
| ۱۰۸۰۹۱ | 2001 FR176    | ۱۶ مارس ۲۰۰۱  |
| ۱۰۸۰۹۲ | 2001 FP177    | ۱۸ مارس ۲۰۰۱  |
| ۱۰۸۰۹۳ | 2001 FX177    | ۱۹ مارس ۲۰۰۱  |
| ۱۰۸۰۹۴ | 2001 FO178    | ۲۰ مارس ۲۰۰۱  |
| ۱۰۸۰۹۵ | 2001 FD179    | ۲۰ مارس ۲۰۰۱  |
| ۱۰۸۰۹۶ | 2001 FY183    | ۲۵ مارس ۲۰۰۱  |
| ۱۰۸۰۹۷ | 2001 FO184    | ۲۶ مارس ۲۰۰۱  |
| ۱۰۸۰۹۸ | 2001 FH186    | ۱۶ مارس ۲۰۰۱  |
| ۱۰۸۰۹۹ | 2001 FA187    | ۱۸ مارس ۲۰۰۱  |
| ۱۰۸۱۰۰ | 2001 FG188    | ۱۶ مارس ۲۰۰۱  |
| ۱۰۸۱۰۱ | 2001 FM188    | ۱۶ مارس ۲۰۰۱  |
| ۱۰۸۱۰۲ | 2001 FN188    | ۱۶ مارس ۲۰۰۱  |
| ۱۰۸۱۰۳ | 2001 FY188    | ۱۶ مارس ۲۰۰۱  |
| ۱۰۸۱۰۴ | 2001 FM189    | ۱۸ مارس ۲۰۰۱  |
| ۱۰۸۱۰۵ | 2001 FT189    | ۱۸ مارس ۲۰۰۱  |
| ۱۰۸۱۰۶ | 2001 FY190    | ۱۹ مارس ۲۰۰۱  |
| ۱۰۸۱۰۷ | 2001 FU191    | ۲۱ مارس ۲۰۰۱  |
| ۱۰۸۱۰۸ | 2001 FA192    | ۲۲ مارس ۲۰۰۱  |
| ۱۰۸۱۰۹ | 2001 FP192    | ۲۴ مارس ۲۰۰۱  |
| ۱۰۸۱۱۰ | 2001 FB194    | ۲۰ مارس ۲۰۰۱  |
| ۱۰۸۱۱۱ | 2001 FY194    | ۱۹ مارس ۲۰۰۱  |
| ۱۰۸۱۱۲ | 2001 FC195    | ۲۳ مارس ۲۰۰۱  |
| ۱۰۸۱۱۳ | 2001 GK1      | ۱۴ آوریل ۲۰۰۱ |
| ۱۰۸۱۱۴ | 2001 GP1      | ۱۵ آوریل ۲۰۰۱ |
| ۱۰۸۱۱۵ | 2001 GA2      | ۱۳ آوریل ۲۰۰۱ |
| ۱۰۸۱۱۶ | 2001 GX2      | ۱۴ آوریل ۲۰۰۱ |
| ۱۰۸۱۱۷ | 2001 GH3      | ۱۴ آوریل ۲۰۰۱ |
| ۱۰۸۱۱۸ | 2001 GA4      | ۱۴ آوریل ۲۰۰۱ |
| ۱۰۸۱۱۹ | 2001 GS4      | ۱۵ آوریل ۲۰۰۱ |
| ۱۰۸۱۲۰ | 2001 GT4      | ۱۵ آوریل ۲۰۰۱ |
| ۱۰۸۱۲۱ | 2001 GW4      | ۱۵ آوریل ۲۰۰۱ |
| ۱۰۸۱۲۲ | 2001 GX5      | ۱۴ آوریل ۲۰۰۱ |
| ۱۰۸۱۲۳ | 2001 GE6      | ۱۴ آوریل ۲۰۰۱ |
| ۱۰۸۱۲۴ | 2001 GS6      | ۱۵ آوریل ۲۰۰۱ |
| ۱۰۸۱۲۵ | 2001 GW6      | ۱۵ آوریل ۲۰۰۱ |
| ۱۰۸۱۲۶ | 2001 GD7      | ۱۵ آوریل ۲۰۰۱ |
| ۱۰۸۱۲۷ | 2001 GQ7      | ۱۵ آوریل ۲۰۰۱ |
| ۱۰۸۱۲۸ | 2001 GG8      | ۱۵ آوریل ۲۰۰۱ |
| ۱۰۸۱۲۹ | 2001 GK8      | ۱۵ آوریل ۲۰۰۱ |
| ۱۰۸۱۳۰ | 2001 GM8      | ۱۵ آوریل ۲۰۰۱ |
| ۱۰۸۱۳۱ | 2001 GT8      | ۱۵ آوریل ۲۰۰۱ |
| ۱۰۸۱۳۲ | 2001 GO9      | ۱۵ آوریل ۲۰۰۱ |
| ۱۰۸۱۳۳ | 2001 GS9      | ۱۵ آوریل ۲۰۰۱ |
| ۱۰۸۱۳۴ | 2001 GT9      | ۱۵ آوریل ۲۰۰۱ |
| ۱۰۸۱۳۵ | 2001 GW9      | ۱۵ آوریل ۲۰۰۱ |
| ۱۰۸۱۳۶ | 2001 GX9      | ۱۵ آوریل ۲۰۰۱ |
| ۱۰۸۱۳۷ | 2001 GJ10     | ۱۵ آوریل ۲۰۰۱ |
| ۱۰۸۱۳۸ | 2001 GB11     | ۱۵ آوریل ۲۰۰۱ |
| ۱۰۸۱۳۹ | 2001 GL11     | ۱۴ آوریل ۲۰۰۱ |
| ۱۰۸۱۴۰ | Alir          | ۱۶ آوریل ۲۰۰۱ |
| ۱۰۸۱۴۱ | 2001 HB1      | ۱۶ آوریل ۲۰۰۱ |
| ۱۰۸۱۴۲ | 2001 HE1      | ۱۷ آوریل ۲۰۰۱ |
| ۱۰۸۱۴۳ | 2001 HK1      | ۱۷ آوریل ۲۰۰۱ |
| ۱۰۸۱۴۴ | 2001 HM1      | ۱۷ آوریل ۲۰۰۱ |
| ۱۰۸۱۴۵ | 2001 HT1      | ۱۷ آوریل ۲۰۰۱ |
| ۱۰۸۱۴۶ | 2001 HU1      | ۱۷ آوریل ۲۰۰۱ |
| ۱۰۸۱۴۷ | 2001 HD2      | ۱۷ آوریل ۲۰۰۱ |
| ۱۰۸۱۴۸ | 2001 HE2      | ۱۷ آوریل ۲۰۰۱ |
| ۱۰۸۱۴۹ | 2001 HG2      | ۱۷ آوریل ۲۰۰۱ |
| ۱۰۸۱۵۰ | 2001 HK2      | ۱۷ آوریل ۲۰۰۱ |
| ۱۰۸۱۵۱ | 2001 HM2      | ۱۷ آوریل ۲۰۰۱ |
| ۱۰۸۱۵۲ | 2001 HO2      | ۱۷ آوریل ۲۰۰۱ |
| ۱۰۸۱۵۳ | 2001 HR2      | ۱۷ آوریل ۲۰۰۱ |
| ۱۰۸۱۵۴ | 2001 HK3      | ۱۷ آوریل ۲۰۰۱ |
| ۱۰۸۱۵۵ | 2001 HB4      | ۱۸ آوریل ۲۰۰۱ |
| ۱۰۸۱۵۶ | 2001 HM4      | ۱۷ آوریل ۲۰۰۱ |
| ۱۰۸۱۵۷ | 2001 HY4      | ۱۶ آوریل ۲۰۰۱ |
| ۱۰۸۱۵۸ | 2001 HE5      | ۱۶ آوریل ۲۰۰۱ |
| ۱۰۸۱۵۹ | 2001 HG5      | ۱۸ آوریل ۲۰۰۱ |
| ۱۰۸۱۶۰ | 2001 HK5      | ۱۸ آوریل ۲۰۰۱ |
| ۱۰۸۱۶۱ | 2001 HV5      | ۱۸ آوریل ۲۰۰۱ |
| ۱۰۸۱۶۲ | 2001 HY5      | ۱۸ آوریل ۲۰۰۱ |
| ۱۰۸۱۶۳ | 2001 HA6      | ۱۸ آوریل ۲۰۰۱ |
| ۱۰۸۱۶۴ | 2001 HD6      | ۱۸ آوریل ۲۰۰۱ |
| ۱۰۸۱۶۵ | 2001 HH6      | ۱۸ آوریل ۲۰۰۱ |
| ۱۰۸۱۶۶ | 2001 HO7      | ۲۱ آوریل ۲۰۰۱ |
| ۱۰۸۱۶۷ | 2001 HF8      | ۱۸ آوریل ۲۰۰۱ |
| ۱۰۸۱۶۸ | 2001 HG8      | ۱۸ آوریل ۲۰۰۱ |
| ۱۰۸۱۶۹ | 2001 HL8      | ۲۱ آوریل ۲۰۰۱ |
| ۱۰۸۱۷۰ | 2001 HG9      | ۱۶ آوریل ۲۰۰۱ |
| ۱۰۸۱۷۱ | 2001 HQ9      | ۱۶ آوریل ۲۰۰۱ |
| ۱۰۸۱۷۲ | 2001 HC10     | ۱۶ آوریل ۲۰۰۱ |
| ۱۰۸۱۷۳ | 2001 HB11     | ۱۷ آوریل ۲۰۰۱ |
| ۱۰۸۱۷۴ | 2001 HH11     | ۱۸ آوریل ۲۰۰۱ |
| ۱۰۸۱۷۵ | 2001 HD12     | ۱۸ آوریل ۲۰۰۱ |
| ۱۰۸۱۷۶ | 2001 HK12     | ۱۸ آوریل ۲۰۰۱ |
| ۱۰۸۱۷۷ | 2001 HW12     | ۱۸ آوریل ۲۰۰۱ |
| ۱۰۸۱۷۸ | 2001 HZ12     | ۱۸ آوریل ۲۰۰۱ |
| ۱۰۸۱۷۹ | 2001 HK13     | ۱۸ آوریل ۲۰۰۱ |
| ۱۰۸۱۸۰ | 2001 HM13     | ۱۸ آوریل ۲۰۰۱ |
| ۱۰۸۱۸۱ | 2001 HV13     | ۲۱ آوریل ۲۰۰۱ |
| ۱۰۸۱۸۲ | 2001 HY13     | ۲۳ آوریل ۲۰۰۱ |
| ۱۰۸۱۸۳ | 2001 HG14     | ۲۳ آوریل ۲۰۰۱ |
| ۱۰۸۱۸۴ | 2001 HH15     | ۲۳ آوریل ۲۰۰۱ |
| ۱۰۸۱۸۵ | 2001 HK15     | ۲۴ آوریل ۲۰۰۱ |
| ۱۰۸۱۸۶ | 2001 HX15     | ۲۴ آوریل ۲۰۰۱ |
| ۱۰۸۱۸۷ | 2001 HF16     | ۲۳ آوریل ۲۰۰۱ |
| ۱۰۸۱۸۸ | 2001 HH16     | ۲۳ آوریل ۲۰۰۱ |
| ۱۰۸۱۸۹ | 2001 HK16     | ۲۳ آوریل ۲۰۰۱ |
| ۱۰۸۱۹۰ | 2001 HL16     | ۲۳ آوریل ۲۰۰۱ |
| ۱۰۸۱۹۱ | 2001 HK17     | ۲۴ آوریل ۲۰۰۱ |
| ۱۰۸۱۹۲ | 2001 HQ17     | ۲۴ آوریل ۲۰۰۱ |
| ۱۰۸۱۹۳ | 2001 HS17     | ۲۴ آوریل ۲۰۰۱ |
| ۱۰۸۱۹۴ | 2001 HF18     | ۲۱ آوریل ۲۰۰۱ |
| ۱۰۸۱۹۵ | 2001 HK18     | ۲۱ آوریل ۲۰۰۱ |
| ۱۰۸۱۹۶ | 2001 HW20     | ۲۱ آوریل ۲۰۰۱ |
| ۱۰۸۱۹۷ | 2001 HQ21     | ۲۳ آوریل ۲۰۰۱ |
| ۱۰۸۱۹۸ | 2001 HS21     | ۲۳ آوریل ۲۰۰۱ |
| ۱۰۸۱۹۹ | 2001 HX21     | ۲۳ آوریل ۲۰۰۱ |
| ۱۰۸۲۰۰ | 2001 HY21     | ۲۳ آوریل ۲۰۰۱ |
| ۱۰۸۲۰۰ | 2001          | HJ۲۲          |
| ۱۰۸۲۰۲ | 2001 HO22     | ۲۵ آوریل ۲۰۰۱ |
| ۱۰۸۲۰۳ | 2001 HT22     | ۲۶ آوریل ۲۰۰۱ |
| ۱۰۸۲۰۴ | 2001 HX22     | ۲۶ آوریل ۲۰۰۱ |
| ۱۰۸۲۰۵ | 2001 HF23     | ۲۶ آوریل ۲۰۰۱ |
| ۱۰۸۲۰۶ | 2001 HP23     | ۲۶ آوریل ۲۰۰۱ |
| ۱۰۸۲۰۷ | 2001 HJ26     | ۲۷ آوریل ۲۰۰۱ |
| ۱۰۸۲۰۸ | 2001 HS27     | ۲۷ آوریل ۲۰۰۱ |
| ۱۰۸۲۰۹ | 2001 HS28     | ۲۷ آوریل ۲۰۰۱ |
| ۱۰۸۲۱۰ | 2001 HC29     | ۲۷ آوریل ۲۰۰۱ |
| ۱۰۸۲۱۱ | 2001 HL29     | ۲۷ آوریل ۲۰۰۱ |
| ۱۰۸۲۱۲ | 2001 HX29     | ۲۷ آوریل ۲۰۰۱ |
| ۱۰۸۲۱۳ | 2001 HR30     | ۲۶ آوریل ۲۰۰۱ |
| ۱۰۸۲۱۴ | 2001 HW30     | ۲۶ آوریل ۲۰۰۱ |
| ۱۰۸۲۱۵ | 2001 HX30     | ۲۶ آوریل ۲۰۰۱ |
| ۱۰۸۲۱۶ | 2001 HA31     | ۲۷ آوریل ۲۰۰۱ |
| ۱۰۸۲۱۷ | 2001 HN31     | ۲۶ آوریل ۲۰۰۱ |
| ۱۰۸۲۱۸ | 2001 HR31     | ۲۶ آوریل ۲۰۰۱ |
| ۱۰۸۲۱۹ | 2001 HO32     | ۲۳ آوریل ۲۰۰۱ |
| ۱۰۸۲۲۰ | 2001 HX32     | ۲۷ آوریل ۲۰۰۱ |
| ۱۰۸۲۲۱ | 2001 HS33     | ۲۷ آوریل ۲۰۰۱ |
| ۱۰۸۲۲۲ | 2001 HV34     | ۲۷ آوریل ۲۰۰۱ |
| ۱۰۸۲۲۳ | 2001 HX34     | ۲۷ آوریل ۲۰۰۱ |
| ۱۰۸۲۲۴ | 2001 HB35     | ۲۷ آوریل ۲۰۰۱ |
| ۱۰۸۲۲۵ | 2001 HR35     | ۲۹ آوریل ۲۰۰۱ |
| ۱۰۸۲۲۶ | 2001 HT35     | ۲۹ آوریل ۲۰۰۱ |
| ۱۰۸۲۲۷ | 2001 HY36     | ۲۹ آوریل ۲۰۰۱ |
| ۱۰۸۲۲۸ | 2001 HN37     | ۲۹ آوریل ۲۰۰۱ |
| ۱۰۸۲۲۹ | 2001 HW37     | ۲۹ آوریل ۲۰۰۱ |
| ۱۰۸۲۳۰ | 2001 HP38     | ۲۶ آوریل ۲۰۰۱ |
| ۱۰۸۲۳۱ | 2001 HT38     | ۲۶ آوریل ۲۰۰۱ |
| ۱۰۸۲۳۲ | 2001 HF39     | ۲۶ آوریل ۲۰۰۱ |
| ۱۰۸۲۳۳ | 2001 HT39     | ۲۶ آوریل ۲۰۰۱ |
| ۱۰۸۲۳۴ | 2001 HO40     | ۲۷ آوریل ۲۰۰۱ |
| ۱۰۸۲۳۵ | 2001 HS40     | ۲۷ آوریل ۲۰۰۱ |
| ۱۰۸۲۳۶ | 2001 HU40     | ۲۷ آوریل ۲۰۰۱ |
| ۱۰۸۲۳۷ | 2001 HL41     | ۳۰ آوریل ۲۰۰۱ |
| ۱۰۸۲۳۸ | 2001 HP41     | ۳۰ آوریل ۲۰۰۱ |
| ۱۰۸۲۳۹ | 2001 HT42     | ۱۶ آوریل ۲۰۰۱ |
| ۱۰۸۲۴۰ | 2001 HE44     | ۱۶ آوریل ۲۰۰۱ |
| ۱۰۸۲۴۱ | 2001 HG44     | ۱۶ آوریل ۲۰۰۱ |
| ۱۰۸۲۴۲ | 2001 HQ44     | ۱۶ آوریل ۲۰۰۱ |
| ۱۰۸۲۴۳ | 2001 HU44     | ۱۶ آوریل ۲۰۰۱ |
| ۱۰۸۲۴۴ | 2001 HX44     | ۱۶ آوریل ۲۰۰۱ |
| ۱۰۸۲۴۵ | 2001 HC45     | ۱۶ آوریل ۲۰۰۱ |
| ۱۰۸۲۴۶ | 2001 HK45     | ۱۶ آوریل ۲۰۰۱ |
| ۱۰۸۲۴۷ | 2001 HM45     | ۱۶ آوریل ۲۰۰۱ |
| ۱۰۸۲۴۸ | 2001 HS45     | ۱۷ آوریل ۲۰۰۱ |
| ۱۰۸۲۴۹ | 2001 HY45     | ۱۷ آوریل ۲۰۰۱ |
| ۱۰۸۲۵۰ | 2001 HH46     | ۱۷ آوریل ۲۰۰۱ |
| ۱۰۸۲۵۱ | 2001 HM47     | ۱۸ آوریل ۲۰۰۱ |
| ۱۰۸۲۵۲ | 2001 HZ47     | ۱۹ آوریل ۲۰۰۱ |
| ۱۰۸۲۵۳ | 2001 HB48     | ۲۱ آوریل ۲۰۰۱ |
| ۱۰۸۲۵۴ | 2001 HS48     | ۲۱ آوریل ۲۰۰۱ |
| ۱۰۸۲۵۵ | 2001 HS49     | ۲۱ آوریل ۲۰۰۱ |
| ۱۰۸۲۵۶ | 2001 HZ49     | ۲۱ آوریل ۲۰۰۱ |
| ۱۰۸۲۵۷ | 2001 HN50     | ۲۲ آوریل ۲۰۰۱ |
| ۱۰۸۲۵۸ | 2001 HY50     | ۲۳ آوریل ۲۰۰۱ |
| ۱۰۸۲۵۹ | 2001 HA51     | ۲۳ آوریل ۲۰۰۱ |
| ۱۰۸۲۶۰ | 2001 HF51     | ۲۳ آوریل ۲۰۰۱ |
| ۱۰۸۲۶۱ | 2001 HX51     | ۲۳ آوریل ۲۰۰۱ |
| ۱۰۸۲۶۲ | 2001 HD52     | ۲۳ آوریل ۲۰۰۱ |
| ۱۰۸۲۶۳ | 2001 HT53     | ۲۳ آوریل ۲۰۰۱ |
| ۱۰۸۲۶۴ | 2001 HS54     | ۲۴ آوریل ۲۰۰۱ |
| ۱۰۸۲۶۵ | 2001 HC55     | ۲۴ آوریل ۲۰۰۱ |
| ۱۰۸۲۶۶ | 2001 HD55     | ۲۴ آوریل ۲۰۰۱ |
| ۱۰۸۲۶۷ | 2001 HE55     | ۲۴ آوریل ۲۰۰۱ |
| ۱۰۸۲۶۸ | 2001 HZ55     | ۲۴ آوریل ۲۰۰۱ |
| ۱۰۸۲۶۹ | 2001 HH56     | ۲۴ آوریل ۲۰۰۱ |
| ۱۰۸۲۷۰ | 2001 HL56     | ۲۴ آوریل ۲۰۰۱ |
| ۱۰۸۲۷۱ | 2001 HP56     | ۲۴ آوریل ۲۰۰۱ |
| ۱۰۸۲۷۲ | 2001 HS56     | ۲۴ آوریل ۲۰۰۱ |
| ۱۰۸۲۷۳ | 2001 HY56     | ۲۴ آوریل ۲۰۰۱ |
| ۱۰۸۲۷۴ | 2001 HF57     | ۲۵ آوریل ۲۰۰۱ |
| ۱۰۸۲۷۵ | 2001 HH57     | ۲۵ آوریل ۲۰۰۱ |
| ۱۰۸۲۷۶ | 2001 HU57     | ۲۵ آوریل ۲۰۰۱ |
| ۱۰۸۲۷۷ | 2001 HR58     | ۲۵ آوریل ۲۰۰۱ |
| ۱۰۸۲۷۸ | 2001 HF59     | ۲۱ آوریل ۲۰۰۱ |
| ۱۰۸۲۷۹ | 2001 HM59     | ۲۳ آوریل ۲۰۰۱ |
| ۱۰۸۲۸۰ | 2001 HA60     | ۲۳ آوریل ۲۰۰۱ |
| ۱۰۸۲۸۱ | 2001 HT60     | ۲۴ آوریل ۲۰۰۱ |
| ۱۰۸۲۸۲ | 2001 HY60     | ۲۴ آوریل ۲۰۰۱ |
| ۱۰۸۲۸۳ | 2001 HZ60     | ۲۴ آوریل ۲۰۰۱ |
| ۱۰۸۲۸۴ | 2001 HC61     | ۲۴ آوریل ۲۰۰۱ |
| ۱۰۸۲۸۵ | 2001 HM61     | ۲۴ آوریل ۲۰۰۱ |
| ۱۰۸۲۸۶ | 2001 HQ61     | ۲۴ آوریل ۲۰۰۱ |
| ۱۰۸۲۸۷ | 2001 HT61     | ۲۴ آوریل ۲۰۰۱ |
| ۱۰۸۲۸۸ | 2001 HY61     | ۲۵ آوریل ۲۰۰۱ |
| ۱۰۸۲۸۹ | 2001 HP62     | ۲۶ آوریل ۲۰۰۱ |
| ۱۰۸۲۹۰ | 2001 HQ62     | ۲۶ آوریل ۲۰۰۱ |
| ۱۰۸۲۹۱ | 2001 HR62     | ۲۶ آوریل ۲۰۰۱ |
| ۱۰۸۲۹۲ | 2001 HA63     | ۲۶ آوریل ۲۰۰۱ |
| ۱۰۸۲۹۳ | 2001 HD63     | ۲۶ آوریل ۲۰۰۱ |
| ۱۰۸۲۹۴ | 2001 HF63     | ۲۶ آوریل ۲۰۰۱ |
| ۱۰۸۲۹۵ | 2001 HK64     | ۲۷ آوریل ۲۰۰۱ |
| ۱۰۸۲۹۶ | 2001 HB65     | ۲۸ آوریل ۲۰۰۱ |
| ۱۰۸۲۹۷ | 2001 HK65     | ۳۰ آوریل ۲۰۰۱ |
| ۱۰۸۲۹۸ | 2001 HN66     | ۲۴ آوریل ۲۰۰۱ |
| ۱۰۸۲۹۹ | 2001 HP67     | ۱۶ آوریل ۲۰۰۱ |
| ۱۰۸۳۰۰ | 2001 HR67     | ۲۳ آوریل ۲۰۰۱ |
| ۱۰۸۳۰۰ | 2001 JK       | ۲ مه ۲۰۰۱     |
| ۱۰۸۳۰۰ | 2001 JL       | ۲ مه ۲۰۰۱     |
| ۱۰۸۳۰۰ | 2001 JN       | ۲ مه ۲۰۰۱     |
| ۱۰۸۳۰۰ | 2001 JP       | ۲ مه ۲۰۰۱     |
| ۱۰۸۳۰۰ | 2001 JX       | ۱۱ مه ۲۰۰۱    |
| ۱۰۸۳۰۰ | 2001 JZ       | ۱۱ مه ۲۰۰۱    |
| ۱۰۸۳۰۷ | 2001 JK1      | ۱۳ مه ۲۰۰۱    |
| ۱۰۸۳۰۸ | 2001 JO1      | ۱۳ مه ۲۰۰۱    |
| ۱۰۸۳۰۹ | 2001 JY1      | ۱۵ مه ۲۰۰۱    |
| ۱۰۸۳۱۰ | 2001 JD2      | ۱۵ مه ۲۰۰۱    |
| ۱۰۸۳۱۱ | 2001 JO3      | ۱۵ مه ۲۰۰۱    |
| ۱۰۸۳۱۲ | 2001 JD4      | ۱۵ مه ۲۰۰۱    |
| ۱۰۸۳۱۳ | 2001 JB5      | ۱۵ مه ۲۰۰۱    |
| ۱۰۸۳۱۴ | 2001 JN5      | ۱۴ مه ۲۰۰۱    |
| ۱۰۸۳۱۵ | 2001 JV5      | ۱۵ مه ۲۰۰۱    |
| ۱۰۸۳۱۶ | 2001 JJ6      | ۱۴ مه ۲۰۰۱    |
| ۱۰۸۳۱۷ | 2001 JT6      | ۱۴ مه ۲۰۰۱    |
| ۱۰۸۳۱۸ | 2001 JV6      | ۱۴ مه ۲۰۰۱    |
| ۱۰۸۳۱۹ | 2001 JV7      | ۱۵ مه ۲۰۰۱    |
| ۱۰۸۳۲۰ | 2001 JW7      | ۱۵ مه ۲۰۰۱    |
| ۱۰۸۳۲۱ | 2001 JG8      | ۱۵ مه ۲۰۰۱    |
| ۱۰۸۳۲۲ | 2001 JC9      | ۱۵ مه ۲۰۰۱    |
| ۱۰۸۳۲۳ | 2001 JR9      | ۱۵ مه ۲۰۰۱    |
| ۱۰۸۳۲۳ | 2001 KB       | ۱۶ مه ۲۰۰۱    |
| ۱۰۸۳۲۳ | 2001 KV       | ۱۷ مه ۲۰۰۱    |
| ۱۰۸۳۲۳ | 2001 KY       | ۱۷ مه ۲۰۰۱    |
| ۱۰۸۳۲۷ | 2001 KE1      | ۱۷ مه ۲۰۰۱    |
| ۱۰۸۳۲۸ | 2001 KG1      | ۱۷ مه ۲۰۰۱    |
| ۱۰۸۳۲۹ | 2001 KK1      | ۱۷ مه ۲۰۰۱    |
| ۱۰۸۳۳۰ | 2001 KL1      | ۱۷ مه ۲۰۰۱    |
| ۱۰۸۳۳۱ | 2001 KD2      | ۱۶ مه ۲۰۰۱    |
| ۱۰۸۳۳۲ | 2001 KP2      | ۱۸ مه ۲۰۰۱    |
| ۱۰۸۳۳۳ | 2001 KS2      | ۱۸ مه ۲۰۰۱    |
| ۱۰۸۳۳۴ | 2001 KB3      | ۱۷ مه ۲۰۰۱    |
| ۱۰۸۳۳۵ | 2001 KQ3      | ۱۷ مه ۲۰۰۱    |
| ۱۰۸۳۳۶ | 2001 KV3      | ۱۷ مه ۲۰۰۱    |
| ۱۰۸۳۳۷ | 2001 KX3      | ۱۷ مه ۲۰۰۱    |
| ۱۰۸۳۳۸ | 2001 KV4      | ۱۷ مه ۲۰۰۱    |
| ۱۰۸۳۳۹ | 2001 KD5      | ۱۷ مه ۲۰۰۱    |
| ۱۰۸۳۴۰ | 2001 KH5      | ۱۷ مه ۲۰۰۱    |
| ۱۰۸۳۴۱ | 2001 KQ5      | ۱۷ مه ۲۰۰۱    |
| ۱۰۸۳۴۲ | 2001 KH6      | ۱۷ مه ۲۰۰۱    |
| ۱۰۸۳۴۳ | 2001 KK7      | ۱۷ مه ۲۰۰۱    |
| ۱۰۸۳۴۴ | 2001 KT7      | ۱۸ مه ۲۰۰۱    |
| ۱۰۸۳۴۵ | 2001 KZ7      | ۱۸ مه ۲۰۰۱    |
| ۱۰۸۳۴۶ | 2001 KE8      | ۱۸ مه ۲۰۰۱    |
| ۱۰۸۳۴۷ | 2001 KS8      | ۱۸ مه ۲۰۰۱    |
| ۱۰۸۳۴۸ | 2001 KV8      | ۱۸ مه ۲۰۰۱    |
| ۱۰۸۳۴۹ | 2001 KC9      | ۱۸ مه ۲۰۰۱    |
| ۱۰۸۳۵۰ | 2001 KK9      | ۱۸ مه ۲۰۰۱    |
| ۱۰۸۳۵۱ | 2001 KL9      | ۱۸ مه ۲۰۰۱    |
| ۱۰۸۳۵۲ | 2001 KT9      | ۱۸ مه ۲۰۰۱    |
| ۱۰۸۳۵۳ | 2001 KH10     | ۱۸ مه ۲۰۰۱    |
| ۱۰۸۳۵۴ | 2001 KS10     | ۱۸ مه ۲۰۰۱    |
| ۱۰۸۳۵۵ | 2001 KC11     | ۱۸ مه ۲۰۰۱    |
| ۱۰۸۳۵۶ | 2001 KK11     | ۱۸ مه ۲۰۰۱    |
| ۱۰۸۳۵۷ | 2001 KU11     | ۱۸ مه ۲۰۰۱    |
| ۱۰۸۳۵۸ | 2001 KT12     | ۱۸ مه ۲۰۰۱    |
| ۱۰۸۳۵۹ | 2001 KA13     | ۱۸ مه ۲۰۰۱    |
| ۱۰۸۳۶۰ | 2001 KZ13     | ۱۷ مه ۲۰۰۱    |
| ۱۰۸۳۶۱ | 2001 KW14     | ۱۸ مه ۲۰۰۱    |
| ۱۰۸۳۶۲ | 2001 KY14     | ۱۸ مه ۲۰۰۱    |
| ۱۰۸۳۶۳ | 2001 KG15     | ۱۸ مه ۲۰۰۱    |
| ۱۰۸۳۶۴ | 2001 KL15     | ۱۸ مه ۲۰۰۱    |
| ۱۰۸۳۶۵ | 2001 KU15     | ۱۸ مه ۲۰۰۱    |
| ۱۰۸۳۶۶ | 2001 KP16     | ۱۸ مه ۲۰۰۱    |
| ۱۰۸۳۶۷ | 2001 KX16     | ۱۸ مه ۲۰۰۱    |
| ۱۰۸۳۶۸ | 2001 KP17     | ۲۱ مه ۲۰۰۱    |
| ۱۰۸۳۶۹ | 2001 KZ17     | ۲۰ مه ۲۰۰۱    |
| ۱۰۸۳۷۰ | 2001 KS18     | ۲۱ مه ۲۰۰۱    |
| ۱۰۸۳۷۱ | 2001 KF19     | ۱۸ مه ۲۰۰۱    |
| ۱۰۸۳۷۲ | 2001 KG19     | ۱۸ مه ۲۰۰۱    |
| ۱۰۸۳۷۳ | 2001 KN19     | ۲۱ مه ۲۰۰۱    |
| ۱۰۸۳۷۴ | 2001 KX19     | ۲۲ مه ۲۰۰۱    |
| ۱۰۸۳۷۵ | 2001 KA20     | ۲۲ مه ۲۰۰۱    |
| ۱۰۸۳۷۶ | 2001 KB20     | ۲۲ مه ۲۰۰۱    |
| ۱۰۸۳۷۷ | 2001 KG20     | ۲۳ مه ۲۰۰۱    |
| ۱۰۸۳۷۸ | 2001 KK20     | ۲۲ مه ۲۰۰۱    |
| ۱۰۸۳۷۹ | 2001 KP20     | ۱۷ مه ۲۰۰۱    |
| ۱۰۸۳۸۰ | 2001 KZ20     | ۲۱ مه ۲۰۰۱    |
| ۱۰۸۳۸۱ | 2001 KC21     | ۲۱ مه ۲۰۰۱    |
| ۱۰۸۳۸۲ | Karencilevitz | ۱۸ مه ۲۰۰۱    |
| ۱۰۸۳۸۳ | 2001 KB23     | ۱۷ مه ۲۰۰۱    |
| ۱۰۸۳۸۴ | 2001 KN24     | ۱۷ مه ۲۰۰۱    |
| ۱۰۸۳۸۵ | 2001 KQ24     | ۱۷ مه ۲۰۰۱    |
| ۱۰۸۳۸۶ | 2001 KZ24     | ۱۷ مه ۲۰۰۱    |
| ۱۰۸۳۸۷ | 2001 KR25     | ۱۷ مه ۲۰۰۱    |
| ۱۰۸۳۸۸ | 2001 KT25     | ۱۷ مه ۲۰۰۱    |
| ۱۰۸۳۸۹ | 2001 KA26     | ۱۷ مه ۲۰۰۱    |
| ۱۰۸۳۹۰ | 2001 KJ26     | ۱۷ مه ۲۰۰۱    |
| ۱۰۸۳۹۱ | 2001 KK26     | ۱۷ مه ۲۰۰۱    |
| ۱۰۸۳۹۲ | 2001 KM26     | ۱۷ مه ۲۰۰۱    |
| ۱۰۸۳۹۳ | 2001 KE27     | ۱۷ مه ۲۰۰۱    |
| ۱۰۸۳۹۴ | 2001 KJ27     | ۱۷ مه ۲۰۰۱    |
| ۱۰۸۳۹۵ | 2001 KR27     | ۱۷ مه ۲۰۰۱    |
| ۱۰۸۳۹۶ | 2001 KS27     | ۱۷ مه ۲۰۰۱    |
| ۱۰۸۳۹۷ | 2001 KA28     | ۱۷ مه ۲۰۰۱    |
| ۱۰۸۳۹۸ | 2001 KB28     | ۱۷ مه ۲۰۰۱    |
| ۱۰۸۳۹۹ | 2001 KE28     | ۱۸ مه ۲۰۰۱    |
| ۱۰۸۴۰۰ | 2001 KF28     | ۱۸ مه ۲۰۰۱    |
| ۱۰۸۴۰۱ | 2001 KG28     | ۱۸ مه ۲۰۰۱    |
| ۱۰۸۴۰۲ | 2001 KP28     | ۱۸ مه ۲۰۰۱    |
| ۱۰۸۴۰۳ | 2001 KT28     | ۲۱ مه ۲۰۰۱    |
| ۱۰۸۴۰۴ | 2001 KX28     | ۲۱ مه ۲۰۰۱    |
| ۱۰۸۴۰۵ | 2001 KB29     | ۲۱ مه ۲۰۰۱    |
| ۱۰۸۴۰۶ | 2001 KJ29     | ۲۱ مه ۲۰۰۱    |
| ۱۰۸۴۰۷ | 2001 KS29     | ۲۱ مه ۲۰۰۱    |
| ۱۰۸۴۰۸ | 2001 KQ31     | ۲۲ مه ۲۰۰۱    |
| ۱۰۸۴۰۹ | 2001 KY31     | ۲۳ مه ۲۰۰۱    |
| ۱۰۸۴۱۰ | 2001 KG32     | ۲۴ مه ۲۰۰۱    |
| ۱۰۸۴۱۱ | 2001 KK32     | ۲۳ مه ۲۰۰۱    |
| ۱۰۸۴۱۲ | 2001 KM33     | ۱۸ مه ۲۰۰۱    |
| ۱۰۸۴۱۳ | 2001 KS33     | ۱۸ مه ۲۰۰۱    |
| ۱۰۸۴۱۴ | 2001 KT33     | ۱۸ مه ۲۰۰۱    |
| ۱۰۸۴۱۵ | 2001 KD34     | ۱۸ مه ۲۰۰۱    |
| ۱۰۸۴۱۶ | 2001 KX34     | ۱۸ مه ۲۰۰۱    |
| ۱۰۸۴۱۷ | 2001 KO35     | ۱۸ مه ۲۰۰۱    |
| ۱۰۸۴۱۸ | 2001 KR35     | ۱۸ مه ۲۰۰۱    |
| ۱۰۸۴۱۹ | 2001 KU35     | ۱۸ مه ۲۰۰۱    |
| ۱۰۸۴۲۰ | 2001 KE36     | ۱۸ مه ۲۰۰۱    |
| ۱۰۸۴۲۱ | 2001 KJ36     | ۱۸ مه ۲۰۰۱    |
| ۱۰۸۴۲۲ | 2001 KS36     | ۲۱ مه ۲۰۰۱    |
| ۱۰۸۴۲۳ | 2001 KO37     | ۲۲ مه ۲۰۰۱    |
| ۱۰۸۴۲۴ | 2001 KV37     | ۲۲ مه ۲۰۰۱    |
| ۱۰۸۴۲۵ | 2001 KC38     | ۲۲ مه ۲۰۰۱    |
| ۱۰۸۴۲۶ | 2001 KG38     | ۲۲ مه ۲۰۰۱    |
| ۱۰۸۴۲۷ | 2001 KM38     | ۲۲ مه ۲۰۰۱    |
| ۱۰۸۴۲۸ | 2001 KB39     | ۲۲ مه ۲۰۰۱    |
| ۱۰۸۴۲۹ | 2001 KK39     | ۲۲ مه ۲۰۰۱    |
| ۱۰۸۴۳۰ | 2001 KX39     | ۲۲ مه ۲۰۰۱    |
| ۱۰۸۴۳۱ | 2001 KD40     | ۲۲ مه ۲۰۰۱    |
| ۱۰۸۴۳۲ | 2001 KS40     | ۲۳ مه ۲۰۰۱    |
| ۱۰۸۴۳۳ | 2001 KY40     | ۲۳ مه ۲۰۰۱    |
| ۱۰۸۴۳۴ | 2001 KM41     | ۲۴ مه ۲۰۰۱    |
| ۱۰۸۴۳۵ | 2001 KU41     | ۲۴ مه ۲۰۰۱    |
| ۱۰۸۴۳۶ | 2001 KU42     | ۲۲ مه ۲۰۰۱    |
| ۱۰۸۴۳۷ | 2001 KV42     | ۲۲ مه ۲۰۰۱    |
| ۱۰۸۴۳۸ | 2001 KY43     | ۲۲ مه ۲۰۰۱    |
| ۱۰۸۴۳۹ | 2001 KE44     | ۲۲ مه ۲۰۰۱    |
| ۱۰۸۴۴۰ | 2001 KP44     | ۲۲ مه ۲۰۰۱    |
| ۱۰۸۴۴۱ | 2001 KT44     | ۲۲ مه ۲۰۰۱    |
| ۱۰۸۴۴۲ | 2001 KH45     | ۲۲ مه ۲۰۰۱    |
| ۱۰۸۴۴۳ | 2001 KU45     | ۲۲ مه ۲۰۰۱    |
| ۱۰۸۴۴۴ | 2001 KM46     | ۲۲ مه ۲۰۰۱    |
| ۱۰۸۴۴۵ | 2001 KZ46     | ۲۲ مه ۲۰۰۱    |
| ۱۰۸۴۴۶ | 2001 KJ47     | ۲۴ مه ۲۰۰۱    |
| ۱۰۸۴۴۷ | 2001 KN47     | ۲۴ مه ۲۰۰۱    |
| ۱۰۸۴۴۸ | 2001 KS47     | ۲۴ مه ۲۰۰۱    |
| ۱۰۸۴۴۹ | 2001 KW48     | ۲۴ مه ۲۰۰۱    |
| ۱۰۸۴۵۰ | 2001 KA49     | ۲۴ مه ۲۰۰۱    |
| ۱۰۸۴۵۱ | 2001 KG49     | ۲۴ مه ۲۰۰۱    |
| ۱۰۸۴۵۲ | 2001 KJ49     | ۲۴ مه ۲۰۰۱    |
| ۱۰۸۴۵۳ | 2001 KW49     | ۲۴ مه ۲۰۰۱    |
| ۱۰۸۴۵۴ | 2001 KC50     | ۲۴ مه ۲۰۰۱    |
| ۱۰۸۴۵۵ | 2001 KD50     | ۲۴ مه ۲۰۰۱    |
| ۱۰۸۴۵۶ | 2001 KW50     | ۲۴ مه ۲۰۰۱    |
| ۱۰۸۴۵۷ | 2001 KF51     | ۲۴ مه ۲۰۰۱    |
| ۱۰۸۴۵۸ | 2001 KA53     | ۱۸ مه ۲۰۰۱    |
| ۱۰۸۴۵۹ | 2001 KB53     | ۱۸ مه ۲۰۰۱    |
| ۱۰۸۴۶۰ | 2001 KP53     | ۱۸ مه ۲۰۰۱    |
| ۱۰۸۴۶۱ | 2001 KG54     | ۲۲ مه ۲۰۰۱    |
| ۱۰۸۴۶۲ | 2001 KS54     | ۱۸ مه ۲۰۰۱    |
| ۱۰۸۴۶۳ | 2001 KP55     | ۲۲ مه ۲۰۰۱    |
| ۱۰۸۴۶۴ | 2001 KQ55     | ۲۲ مه ۲۰۰۱    |
| ۱۰۸۴۶۵ | 2001 KB56     | ۲۲ مه ۲۰۰۱    |
| ۱۰۸۴۶۶ | 2001 KM56     | ۲۳ مه ۲۰۰۱    |
| ۱۰۸۴۶۷ | 2001 KQ56     | ۲۳ مه ۲۰۰۱    |
| ۱۰۸۴۶۸ | 2001 KR56     | ۲۳ مه ۲۰۰۱    |
| ۱۰۸۴۶۹ | 2001 KW56     | ۲۳ مه ۲۰۰۱    |
| ۱۰۸۴۷۰ | 2001 KX56     | ۲۳ مه ۲۰۰۱    |
| ۱۰۸۴۷۱ | 2001 KE57     | ۲۳ مه ۲۰۰۱    |
| ۱۰۸۴۷۲ | 2001 KF57     | ۲۳ مه ۲۰۰۱    |
| ۱۰۸۴۷۳ | 2001 KJ57     | ۲۴ مه ۲۰۰۱    |
| ۱۰۸۴۷۴ | 2001 KN57     | ۲۴ مه ۲۰۰۱    |
| ۱۰۸۴۷۵ | 2001 KH58     | ۲۶ مه ۲۰۰۱    |
| ۱۰۸۴۷۶ | 2001 KK58     | ۲۶ مه ۲۰۰۱    |
| ۱۰۸۴۷۷ | 2001 KL58     | ۲۶ مه ۲۰۰۱    |
| ۱۰۸۴۷۸ | 2001 KT58     | ۲۶ مه ۲۰۰۱    |
| ۱۰۸۴۷۹ | 2001 KE60     | ۲۷ مه ۲۰۰۱    |
| ۱۰۸۴۸۰ | 2001 KJ60     | ۱۶ مه ۲۰۰۱    |
| ۱۰۸۴۸۱ | 2001 KO60     | ۱۶ مه ۲۰۰۱    |
| ۱۰۸۴۸۲ | 2001 KC61     | ۱۷ مه ۲۰۰۱    |
| ۱۰۸۴۸۳ | 2001 KJ61     | ۱۷ مه ۲۰۰۱    |
| ۱۰۸۴۸۴ | 2001 KL61     | ۱۸ مه ۲۰۰۱    |
| ۱۰۸۴۸۵ | 2001 KM61     | ۱۸ مه ۲۰۰۱    |
| ۱۰۸۴۸۶ | 2001 KL62     | ۱۸ مه ۲۰۰۱    |
| ۱۰۸۴۸۷ | 2001 KR62     | ۱۸ مه ۲۰۰۱    |
| ۱۰۸۴۸۸ | 2001 KT62     | ۱۸ مه ۲۰۰۱    |
| ۱۰۸۴۸۹ | 2001 KV62     | ۱۸ مه ۲۰۰۱    |
| ۱۰۸۴۹۰ | 2001 KB63     | ۱۸ مه ۲۰۰۱    |
| ۱۰۸۴۹۱ | 2001 KF63     | ۱۸ مه ۲۰۰۱    |
| ۱۰۸۴۹۲ | 2001 KT63     | ۲۰ مه ۲۰۰۱    |
| ۱۰۸۴۹۳ | 2001 KU63     | ۲۰ مه ۲۰۰۱    |
| ۱۰۸۴۹۴ | 2001 KA64     | ۲۱ مه ۲۰۰۱    |
| ۱۰۸۴۹۵ | 2001 KB64     | ۲۱ مه ۲۰۰۱    |
| ۱۰۸۴۹۶ | 2001 KD64     | ۲۱ مه ۲۰۰۱    |
| ۱۰۸۴۹۷ | 2001 KJ64     | ۲۱ مه ۲۰۰۱    |
| ۱۰۸۴۹۸ | 2001 KA65     | ۲۲ مه ۲۰۰۱    |
| ۱۰۸۴۹۹ | 2001 KG65     | ۲۲ مه ۲۰۰۱    |
| ۱۰۸۵۰۰ | 2001 KZ65     | ۲۲ مه ۲۰۰۱    |
| ۱۰۸۵۰۱ | 2001 KG66     | ۲۲ مه ۲۰۰۱    |
| ۱۰۸۵۰۲ | 2001 KR66     | ۲۳ مه ۲۰۰۱    |
| ۱۰۸۵۰۳ | 2001 KH67     | ۲۵ مه ۲۰۰۱    |
| ۱۰۸۵۰۴ | 2001 KG68     | ۲۹ مه ۲۰۰۱    |
| ۱۰۸۵۰۵ | 2001 KJ68     | ۱۸ مه ۲۰۰۱    |
| ۱۰۸۵۰۶ | 2001 KU68     | ۲۱ مه ۲۰۰۱    |
| ۱۰۸۵۰۷ | 2001 KB69     | ۲۱ مه ۲۰۰۱    |
| ۱۰۸۵۰۸ | 2001 KD69     | ۲۱ مه ۲۰۰۱    |
| ۱۰۸۵۰۹ | 2001 KO69     | ۲۲ مه ۲۰۰۱    |
| ۱۰۸۵۱۰ | 2001 KD71     | ۲۴ مه ۲۰۰۱    |
| ۱۰۸۵۱۱ | 2001 KO72     | ۲۴ مه ۲۰۰۱    |
| ۱۰۸۵۱۲ | 2001 KX73     | ۲۵ مه ۲۰۰۱    |
| ۱۰۸۵۱۳ | 2001 KP74     | ۲۶ مه ۲۰۰۱    |
| ۱۰۸۵۱۴ | 2001 KQ74     | ۲۶ مه ۲۰۰۱    |
| ۱۰۸۵۱۵ | 2001 KW74     | ۲۷ مه ۲۰۰۱    |
| ۱۰۸۵۱۶ | 2001 KR75     | ۳۰ مه ۲۰۰۱    |
| ۱۰۸۵۱۷ | 2001 KV75     | ۲۶ مه ۲۰۰۱    |
| ۱۰۸۵۱۸ | 2001 KY75     | ۲۹ مه ۲۰۰۱    |
| ۱۰۸۵۱۸ | 2001 LF       | ۳ ژوئن ۲۰۰۱   |
| ۱۰۸۵۱۸ | 2001 LK       | ۱۱ ژوئن ۲۰۰۱  |
| ۱۰۸۵۱۸ | 2001 LL       | ۱۱ ژوئن ۲۰۰۱  |
| ۱۰۸۵۱۸ | 2001 LQ       | ۱۴ ژوئن ۲۰۰۱  |
| ۱۰۸۵۱۸ | 2001 LT       | ۱۲ ژوئن ۲۰۰۱  |
| ۱۰۸۵۲۴ | 2001 LA1      | ۱۳ ژوئن ۲۰۰۱  |
| ۱۰۸۵۲۵ | 2001 LV1      | ۱۳ ژوئن ۲۰۰۱  |
| ۱۰۸۵۲۶ | 2001 LY1      | ۱۳ ژوئن ۲۰۰۱  |
| ۱۰۸۵۲۷ | 2001 LG2      | ۱۳ ژوئن ۲۰۰۱  |
| ۱۰۸۵۲۸ | 2001 LQ2      | ۱۳ ژوئن ۲۰۰۱  |
| ۱۰۸۵۲۹ | 2001 LV2      | ۱۳ ژوئن ۲۰۰۱  |
| ۱۰۸۵۳۰ | 2001 LD4      | ۱۳ ژوئن ۲۰۰۱  |
| ۱۰۸۵۳۱ | 2001 LH4      | ۱۳ ژوئن ۲۰۰۱  |
| ۱۰۸۵۳۲ | 2001 LJ4      | ۱۳ ژوئن ۲۰۰۱  |
| ۱۰۸۵۳۳ | 2001 LV4      | ۱۲ ژوئن ۲۰۰۱  |
| ۱۰۸۵۳۴ | 2001 LK5      | ۱۵ ژوئن ۲۰۰۱  |
| ۱۰۸۵۳۵ | 2001 LG6      | ۱۲ ژوئن ۲۰۰۱  |
| ۱۰۸۵۳۶ | 2001 LN6      | ۱۴ ژوئن ۲۰۰۱  |
| ۱۰۸۵۳۷ | 2001 LY6      | ۱۵ ژوئن ۲۰۰۱  |
| ۱۰۸۵۳۸ | 2001 LH7      | ۱۵ ژوئن ۲۰۰۱  |
| ۱۰۸۵۳۹ | 2001 LC8      | ۱۵ ژوئن ۲۰۰۱  |
| ۱۰۸۵۴۰ | 2001 LQ8      | ۱۵ ژوئن ۲۰۰۱  |
| ۱۰۸۵۴۱ | 2001 LS8      | ۱۵ ژوئن ۲۰۰۱  |
| ۱۰۸۵۴۲ | 2001 LZ8      | ۱۵ ژوئن ۲۰۰۱  |
| ۱۰۸۵۴۳ | 2001 LL9      | ۱۵ ژوئن ۲۰۰۱  |
| ۱۰۸۵۴۴ | 2001 LO9      | ۱۵ ژوئن ۲۰۰۱  |
| ۱۰۸۵۴۵ | 2001 LZ9      | ۱۵ ژوئن ۲۰۰۱  |
| ۱۰۸۵۴۶ | 2001 LB10     | ۱۵ ژوئن ۲۰۰۱  |
| ۱۰۸۵۴۷ | 2001 LW10     | ۱۵ ژوئن ۲۰۰۱  |
| ۱۰۸۵۴۸ | 2001 LE11     | ۱۵ ژوئن ۲۰۰۱  |
| ۱۰۸۵۴۹ | 2001 LJ11     | ۱۵ ژوئن ۲۰۰۱  |
| ۱۰۸۵۵۰ | 2001 LV11     | ۱۵ ژوئن ۲۰۰۱  |
| ۱۰۸۵۵۱ | 2001 LK12     | ۱۵ ژوئن ۲۰۰۱  |
| ۱۰۸۵۵۲ | 2001 LM12     | ۱۵ ژوئن ۲۰۰۱  |
| ۱۰۸۵۵۳ | 2001 LS12     | ۱۵ ژوئن ۲۰۰۱  |
| ۱۰۸۵۵۴ | 2001 LC13     | ۱۵ ژوئن ۲۰۰۱  |
| ۱۰۸۵۵۵ | 2001 LW13     | ۱۵ ژوئن ۲۰۰۱  |
| ۱۰۸۵۵۶ | 2001 LD14     | ۱۵ ژوئن ۲۰۰۱  |
| ۱۰۸۵۵۷ | 2001 LU14     | ۱۵ ژوئن ۲۰۰۱  |
| ۱۰۸۵۵۸ | 2001 LL15     | ۱۲ ژوئن ۲۰۰۱  |
| ۱۰۸۵۵۹ | 2001 LC16     | ۱۳ ژوئن ۲۰۰۱  |
| ۱۰۸۵۶۰ | 2001 LM16     | ۱۴ ژوئن ۲۰۰۱  |
| ۱۰۸۵۶۱ | 2001 LY16     | ۱۵ ژوئن ۲۰۰۱  |
| ۱۰۸۵۶۲ | 2001 LC19     | ۱۵ ژوئن ۲۰۰۱  |
| ۱۰۸۵۶۳ | 2001 LM19     | ۱۵ ژوئن ۲۰۰۱  |
| ۱۰۸۵۶۴ | 2001 LN19     | ۱۵ ژوئن ۲۰۰۱  |
| ۱۰۸۵۶۴ | 2001 MC       | ۱۶ ژوئن ۲۰۰۱  |
| ۱۰۸۵۶۴ | 2001 MF       | ۱۶ ژوئن ۲۰۰۱  |
| ۱۰۸۵۶۴ | 2001 MY       | ۱۸ ژوئن ۲۰۰۱  |
| ۱۰۸۵۶۸ | 2001 MA1      | ۱۸ ژوئن ۲۰۰۱  |
| ۱۰۸۵۶۹ | 2001 MB1      | ۱۸ ژوئن ۲۰۰۱  |
| ۱۰۸۵۷۰ | 2001 MH2      | ۱۹ ژوئن ۲۰۰۱  |
| ۱۰۸۵۷۱ | 2001 MX2      | ۱۶ ژوئن ۲۰۰۱  |
| ۱۰۸۵۷۲ | 2001 MA4      | ۱۶ ژوئن ۲۰۰۱  |
| ۱۰۸۵۷۳ | 2001 MN4      | ۱۷ ژوئن ۲۰۰۱  |
| ۱۰۸۵۷۴ | 2001 MR4      | ۱۷ ژوئن ۲۰۰۱  |
| ۱۰۸۵۷۵ | 2001 MS5      | ۱۸ ژوئن ۲۰۰۱  |
| ۱۰۸۵۷۶ | 2001 MF6      | ۲۱ ژوئن ۲۰۰۱  |
| ۱۰۸۵۷۷ | 2001 ML6      | ۲۱ ژوئن ۲۰۰۱  |
| ۱۰۸۵۷۸ | 2001 MQ7      | ۲۳ ژوئن ۲۰۰۱  |
| ۱۰۸۵۷۹ | 2001 MD8      | ۲۰ ژوئن ۲۰۰۱  |
| ۱۰۸۵۸۰ | 2001 MJ8      | ۲۰ ژوئن ۲۰۰۱  |
| ۱۰۸۵۸۱ | 2001 MS8      | ۱۶ ژوئن ۲۰۰۱  |
| ۱۰۸۵۸۲ | 2001 MZ8      | ۱۹ ژوئن ۲۰۰۱  |
| ۱۰۸۵۸۳ | 2001 MD9      | ۲۱ ژوئن ۲۰۰۱  |
| ۱۰۸۵۸۴ | 2001 MQ9      | ۲۱ ژوئن ۲۰۰۱  |
| ۱۰۸۵۸۵ | 2001 MS9      | ۲۲ ژوئن ۲۰۰۱  |
| ۱۰۸۵۸۶ | 2001 MA10     | ۲۳ ژوئن ۲۰۰۱  |
| ۱۰۸۵۸۷ | 2001 MC10     | ۲۴ ژوئن ۲۰۰۱  |
| ۱۰۸۵۸۸ | 2001 MR10     | ۲۱ ژوئن ۲۰۰۱  |
| ۱۰۸۵۸۹ | 2001 MF11     | ۲۵ ژوئن ۲۰۰۱  |
| ۱۰۸۵۹۰ | 2001 MM12     | ۲۱ ژوئن ۲۰۰۱  |
| ۱۰۸۵۹۱ | 2001 MW12     | ۲۳ ژوئن ۲۰۰۱  |
| ۱۰۸۵۹۲ | 2001 MC13     | ۲۳ ژوئن ۲۰۰۱  |
| ۱۰۸۵۹۳ | 2001 MV13     | ۲۵ ژوئن ۲۰۰۱  |
| ۱۰۸۵۹۴ | 2001 MZ14     | ۲۸ ژوئن ۲۰۰۱  |
| ۱۰۸۵۹۵ | 2001 MM15     | ۲۵ ژوئن ۲۰۰۱  |
| ۱۰۸۵۹۶ | 2001 MR15     | ۲۵ ژوئن ۲۰۰۱  |
| ۱۰۸۵۹۷ | 2001 MJ16     | ۲۷ ژوئن ۲۰۰۱  |
| ۱۰۸۵۹۸ | 2001 MS17     | ۲۷ ژوئن ۲۰۰۱  |
| ۱۰۸۵۹۹ | 2001 MY17     | ۲۸ ژوئن ۲۰۰۱  |
| ۱۰۸۶۰۰ | 2001 MB18     | ۲۹ ژوئن ۲۰۰۱  |
| ۱۰۸۶۰۱ | 2001 ML18     | ۲۴ ژوئن ۲۰۰۱  |
| ۱۰۸۶۰۲ | 2001 MA19     | ۲۹ ژوئن ۲۰۰۱  |
| ۱۰۸۶۰۳ | 2001 MG19     | ۲۰ ژوئن ۲۰۰۱  |
| ۱۰۸۶۰۴ | 2001 MJ19     | ۲۱ ژوئن ۲۰۰۱  |
| ۱۰۸۶۰۵ | 2001 MZ19     | ۲۵ ژوئن ۲۰۰۱  |
| ۱۰۸۶۰۶ | 2001 MG20     | ۲۵ ژوئن ۲۰۰۱  |
| ۱۰۸۶۰۷ | 2001 MA21     | ۲۶ ژوئن ۲۰۰۱  |
| ۱۰۸۶۰۸ | 2001 MC21     | ۲۶ ژوئن ۲۰۰۱  |
| ۱۰۸۶۰۹ | 2001 MF21     | ۲۶ ژوئن ۲۰۰۱  |
| ۱۰۸۶۱۰ | 2001 MP21     | ۲۷ ژوئن ۲۰۰۱  |
| ۱۰۸۶۱۱ | 2001 MM23     | ۲۷ ژوئن ۲۰۰۱  |
| ۱۰۸۶۱۲ | 2001 MG24     | ۲۸ ژوئن ۲۰۰۱  |
| ۱۰۸۶۱۳ | 2001 MH24     | ۳۰ ژوئن ۲۰۰۱  |
| ۱۰۸۶۱۴ | 2001 ME25     | ۱۷ ژوئن ۲۰۰۱  |
| ۱۰۸۶۱۵ | 2001 MF25     | ۱۷ ژوئن ۲۰۰۱  |
| ۱۰۸۶۱۶ | 2001 ML25     | ۱۷ ژوئن ۲۰۰۱  |
| ۱۰۸۶۱۷ | 2001 MA26     | ۱۹ ژوئن ۲۰۰۱  |
| ۱۰۸۶۱۸ | 2001 MB26     | ۱۹ ژوئن ۲۰۰۱  |
| ۱۰۸۶۱۹ | 2001 ME26     | ۱۹ ژوئن ۲۰۰۱  |
| ۱۰۸۶۲۰ | 2001 MY26     | ۱۹ ژوئن ۲۰۰۱  |
| ۱۰۸۶۲۱ | 2001 MB27     | ۲۰ ژوئن ۲۰۰۱  |
| ۱۰۸۶۲۲ | 2001 MF27     | ۲۰ ژوئن ۲۰۰۱  |
| ۱۰۸۶۲۳ | 2001 MR27     | ۲۱ ژوئن ۲۰۰۱  |
| ۱۰۸۶۲۴ | 2001 MX27     | ۲۲ ژوئن ۲۰۰۱  |
| ۱۰۸۶۲۵ | 2001 MM28     | ۲۵ ژوئن ۲۰۰۱  |
| ۱۰۸۶۲۶ | 2001 MN28     | ۲۶ ژوئن ۲۰۰۱  |
| ۱۰۸۶۲۷ | 2001 MU28     | ۲۷ ژوئن ۲۰۰۱  |
| ۱۰۸۶۲۸ | 2001 MZ28     | ۲۷ ژوئن ۲۰۰۱  |
| ۱۰۸۶۲۹ | 2001 MB29     | ۲۷ ژوئن ۲۰۰۱  |
| ۱۰۸۶۳۰ | 2001 MR29     | ۲۷ ژوئن ۲۰۰۱  |
| ۱۰۸۶۳۰ | 2001 NG       | ۱۰ ژوئیه ۲۰۰۱ |
| ۱۰۸۶۳۲ | 2001 NL2      | ۱۳ ژوئیه ۲۰۰۱ |
| ۱۰۸۶۳۳ | 2001 NO2      | ۱۳ ژوئیه ۲۰۰۱ |
| ۱۰۸۶۳۴ | 2001 NU2      | ۱۳ ژوئیه ۲۰۰۱ |
| ۱۰۸۶۳۵ | 2001 NJ3      | ۱۳ ژوئیه ۲۰۰۱ |
| ۱۰۸۶۳۶ | 2001 NS3      | ۱۳ ژوئیه ۲۰۰۱ |
| ۱۰۸۶۳۷ | 2001 NE4      | ۱۳ ژوئیه ۲۰۰۱ |
| ۱۰۸۶۳۸ | 2001 NZ5      | ۱۳ ژوئیه ۲۰۰۱ |
| ۱۰۸۶۳۹ | 2001 NW7      | ۱۴ ژوئیه ۲۰۰۱ |
| ۱۰۸۶۴۰ | 2001 NZ8      | ۱۲ ژوئیه ۲۰۰۱ |
| ۱۰۸۶۴۱ | 2001 NU9      | ۱۵ ژوئیه ۲۰۰۱ |
| ۱۰۸۶۴۲ | 2001 NY9      | ۱۳ ژوئیه ۲۰۰۱ |
| ۱۰۸۶۴۳ | 2001 NP10     | ۱۴ ژوئیه ۲۰۰۱ |
| ۱۰۸۶۴۴ | 2001 NT10     | ۱۴ ژوئیه ۲۰۰۱ |
| ۱۰۸۶۴۵ | 2001 NS11     | ۱۲ ژوئیه ۲۰۰۱ |
| ۱۰۸۶۴۶ | 2001 NZ11     | ۱۳ ژوئیه ۲۰۰۱ |
| ۱۰۸۶۴۷ | 2001 NA13     | ۱۴ ژوئیه ۲۰۰۱ |
| ۱۰۸۶۴۸ | 2001 NN15     | ۱۳ ژوئیه ۲۰۰۱ |
| ۱۰۸۶۴۹ | 2001 NT15     | ۱۳ ژوئیه ۲۰۰۱ |
| ۱۰۸۶۵۰ | 2001 NX15     | ۱۴ ژوئیه ۲۰۰۱ |
| ۱۰۸۶۵۱ | 2001 NH16     | ۱۴ ژوئیه ۲۰۰۱ |
| ۱۰۸۶۵۲ | 2001 NR16     | ۱۴ ژوئیه ۲۰۰۱ |
| ۱۰۸۶۵۳ | 2001 ND18     | ۹ ژوئیه ۲۰۰۱  |
| ۱۰۸۶۵۴ | 2001 NK19     | ۱۴ ژوئیه ۲۰۰۱ |
| ۱۰۸۶۵۵ | 2001 NV19     | ۱۲ ژوئیه ۲۰۰۱ |
| ۱۰۸۶۵۶ | 2001 NW19     | ۱۲ ژوئیه ۲۰۰۱ |
| ۱۰۸۶۵۷ | 2001 NC20     | ۱۲ ژوئیه ۲۰۰۱ |
| ۱۰۸۶۵۸ | 2001 ND20     | ۱۲ ژوئیه ۲۰۰۱ |
| ۱۰۸۶۵۹ | 2001 NF20     | ۱۳ ژوئیه ۲۰۰۱ |
| ۱۰۸۶۶۰ | 2001 NM20     | ۱۳ ژوئیه ۲۰۰۱ |
| ۱۰۸۶۶۱ | 2001 NP20     | ۱۴ ژوئیه ۲۰۰۱ |
| ۱۰۸۶۶۲ | 2001 NY20     | ۱۴ ژوئیه ۲۰۰۱ |
| ۱۰۸۶۶۳ | 2001 NE21     | ۱۴ ژوئیه ۲۰۰۱ |
| ۱۰۸۶۶۴ | 2001 NT21     | ۱۴ ژوئیه ۲۰۰۱ |
| ۱۰۸۶۶۵ | 2001 NB22     | ۱۴ ژوئیه ۲۰۰۱ |
| ۱۰۸۶۶۵ | 2001 OD       | ۱۶ ژوئیه ۲۰۰۱ |
| ۱۰۸۶۶۵ | 2001 OS       | ۱۷ ژوئیه ۲۰۰۱ |
| ۱۰۸۶۶۸ | 2001 OX1      | ۱۸ ژوئیه ۲۰۰۱ |
| ۱۰۸۶۶۹ | 2001 OM2      | ۱۷ ژوئیه ۲۰۰۱ |
| ۱۰۸۶۷۰ | 2001 OS2      | ۱۹ ژوئیه ۲۰۰۱ |
| ۱۰۸۶۷۱ | 2001 OW2      | ۱۹ ژوئیه ۲۰۰۱ |
| ۱۰۸۶۷۲ | 2001 OA4      | ۱۸ ژوئیه ۲۰۰۱ |
| ۱۰۸۶۷۳ | 2001 OT4      | ۱۶ ژوئیه ۲۰۰۱ |
| ۱۰۸۶۷۴ | 2001 OU4      | ۱۶ ژوئیه ۲۰۰۱ |
| ۱۰۸۶۷۵ | 2001 OZ4      | ۱۷ ژوئیه ۲۰۰۱ |
| ۱۰۸۶۷۶ | 2001 OQ5      | ۱۷ ژوئیه ۲۰۰۱ |
| ۱۰۸۶۷۷ | 2001 OV5      | ۱۷ ژوئیه ۲۰۰۱ |
| ۱۰۸۶۷۸ | 2001 OA6      | ۱۷ ژوئیه ۲۰۰۱ |
| ۱۰۸۶۷۹ | 2001 OF6      | ۱۷ ژوئیه ۲۰۰۱ |
| ۱۰۸۶۸۰ | 2001 OS6      | ۱۷ ژوئیه ۲۰۰۱ |
| ۱۰۸۶۸۱ | 2001 OF7      | ۱۷ ژوئیه ۲۰۰۱ |
| ۱۰۸۶۸۲ | 2001 OQ7      | ۱۷ ژوئیه ۲۰۰۱ |
| ۱۰۸۶۸۳ | 2001 OU7      | ۱۷ ژوئیه ۲۰۰۱ |
| ۱۰۸۶۸۴ | 2001 OX7      | ۱۷ ژوئیه ۲۰۰۱ |
| ۱۰۸۶۸۵ | 2001 OH8      | ۱۷ ژوئیه ۲۰۰۱ |
| ۱۰۸۶۸۶ | 2001 OK8      | ۱۷ ژوئیه ۲۰۰۱ |
| ۱۰۸۶۸۷ | 2001 OU8      | ۱۷ ژوئیه ۲۰۰۱ |
| ۱۰۸۶۸۸ | 2001 OA9      | ۲۰ ژوئیه ۲۰۰۱ |
| ۱۰۸۶۸۹ | 2001 OS9      | ۱۷ ژوئیه ۲۰۰۱ |
| ۱۰۸۶۹۰ | 2001 OZ9      | ۱۹ ژوئیه ۲۰۰۱ |
| ۱۰۸۶۹۱ | 2001 OY10     | ۲۰ ژوئیه ۲۰۰۱ |
| ۱۰۸۶۹۲ | 2001 OO11     | ۱۸ ژوئیه ۲۰۰۱ |
| ۱۰۸۶۹۳ | 2001 OA12     | ۱۹ ژوئیه ۲۰۰۱ |
| ۱۰۸۶۹۴ | 2001 OB12     | ۲۰ ژوئیه ۲۰۰۱ |
| ۱۰۸۶۹۵ | 2001 OH12     | ۲۰ ژوئیه ۲۰۰۱ |
| ۱۰۸۶۹۶ | 2001 OF13     | ۲۱ ژوئیه ۲۰۰۱ |
| ۱۰۸۶۹۷ | 2001 ON13     | ۲۰ ژوئیه ۲۰۰۱ |
| ۱۰۸۶۹۸ | 2001 OP13     | ۲۰ ژوئیه ۲۰۰۱ |
| ۱۰۸۶۹۹ | 2001 OB15     | ۱۸ ژوئیه ۲۰۰۱ |
| ۱۰۸۷۰۰ | 2001 OL15     | ۱۸ ژوئیه ۲۰۰۱ |
| ۱۰۸۷۰۱ | 2001 OF16     | ۲۱ ژوئیه ۲۰۰۱ |
| ۱۰۸۷۰۲ | 2001 OX16     | ۲۱ ژوئیه ۲۰۰۱ |
| ۱۰۸۷۰۳ | 2001 OU17     | ۱۷ ژوئیه ۲۰۰۱ |
| ۱۰۸۷۰۴ | 2001 OW17     | ۱۷ ژوئیه ۲۰۰۱ |
| ۱۰۸۷۰۵ | 2001 OO18     | ۱۷ ژوئیه ۲۰۰۱ |
| ۱۰۸۷۰۶ | 2001 OX18     | ۱۷ ژوئیه ۲۰۰۱ |
| ۱۰۸۷۰۷ | 2001 OW19     | ۱۹ ژوئیه ۲۰۰۱ |
| ۱۰۸۷۰۸ | 2001 OH20     | ۲۱ ژوئیه ۲۰۰۱ |
| ۱۰۸۷۰۹ | 2001 OK20     | ۲۱ ژوئیه ۲۰۰۱ |
| ۱۰۸۷۱۰ | 2001 OP20     | ۲۱ ژوئیه ۲۰۰۱ |
| ۱۰۸۷۱۱ | 2001 OE22     | ۲۱ ژوئیه ۲۰۰۱ |
| ۱۰۸۷۱۲ | 2001 OF22     | ۲۱ ژوئیه ۲۰۰۱ |
| ۱۰۸۷۱۳ | 2001 OM22     | ۱۷ ژوئیه ۲۰۰۱ |
| ۱۰۸۷۱۴ | 2001 OV22     | ۱۸ ژوئیه ۲۰۰۱ |
| ۱۰۸۷۱۵ | 2001 OA23     | ۱۹ ژوئیه ۲۰۰۱ |
| ۱۰۸۷۱۶ | 2001 OD23     | ۲۱ ژوئیه ۲۰۰۱ |
| ۱۰۸۷۱۷ | 2001 OJ23     | ۲۲ ژوئیه ۲۰۰۱ |
| ۱۰۸۷۱۸ | 2001 ON23     | ۲۲ ژوئیه ۲۰۰۱ |
| ۱۰۸۷۱۹ | 2001 OQ23     | ۲۲ ژوئیه ۲۰۰۱ |
| ۱۰۸۷۲۰ | Kamikuroiwa   | ۲۲ ژوئیه ۲۰۰۱ |
| ۱۰۸۷۲۱ | 2001 OZ23     | ۱۶ ژوئیه ۲۰۰۱ |
| ۱۰۸۷۲۲ | 2001 OL24     | ۱۶ ژوئیه ۲۰۰۱ |
| ۱۰۸۷۲۳ | 2001 OM24     | ۱۶ ژوئیه ۲۰۰۱ |
| ۱۰۸۷۲۴ | 2001 OS24     | ۱۶ ژوئیه ۲۰۰۱ |
| ۱۰۸۷۲۵ | 2001 OV25     | ۱۸ ژوئیه ۲۰۰۱ |
| ۱۰۸۷۲۶ | 2001 OC26     | ۱۹ ژوئیه ۲۰۰۱ |
| ۱۰۸۷۲۷ | 2001 OX27     | ۱۸ ژوئیه ۲۰۰۱ |
| ۱۰۸۷۲۸ | 2001 OH28     | ۱۸ ژوئیه ۲۰۰۱ |
| ۱۰۸۷۲۹ | 2001 ON28     | ۱۸ ژوئیه ۲۰۰۱ |
| ۱۰۸۷۳۰ | 2001 OB30     | ۱۹ ژوئیه ۲۰۰۱ |
| ۱۰۸۷۳۱ | 2001 OB31     | ۱۹ ژوئیه ۲۰۰۱ |
| ۱۰۸۷۳۲ | 2001 OF31     | ۱۹ ژوئیه ۲۰۰۱ |
| ۱۰۸۷۳۳ | 2001 OH31     | ۱۹ ژوئیه ۲۰۰۱ |
| ۱۰۸۷۳۴ | 2001 OD32     | ۲۳ ژوئیه ۲۰۰۱ |
| ۱۰۸۷۳۵ | 2001 OE32     | ۲۴ ژوئیه ۲۰۰۱ |
| ۱۰۸۷۳۶ | 2001 OG32     | ۲۴ ژوئیه ۲۰۰۱ |
| ۱۰۸۷۳۷ | 2001 OP34     | ۱۹ ژوئیه ۲۰۰۱ |
| ۱۰۸۷۳۸ | 2001 OR34     | ۱۹ ژوئیه ۲۰۰۱ |
| ۱۰۸۷۳۹ | 2001 OO35     | ۲۰ ژوئیه ۲۰۰۱ |
| ۱۰۸۷۴۰ | 2001 OU38     | ۲۰ ژوئیه ۲۰۰۱ |
| ۱۰۸۷۴۱ | 2001 OQ39     | ۲۰ ژوئیه ۲۰۰۱ |
| ۱۰۸۷۴۲ | 2001 OX39     | ۲۰ ژوئیه ۲۰۰۱ |
| ۱۰۸۷۴۳ | 2001 OG40     | ۲۰ ژوئیه ۲۰۰۱ |
| ۱۰۸۷۴۴ | 2001 OM40     | ۲۰ ژوئیه ۲۰۰۱ |
| ۱۰۸۷۴۵ | 2001 ON40     | ۲۰ ژوئیه ۲۰۰۱ |
| ۱۰۸۷۴۶ | 2001 OZ40     | ۲۱ ژوئیه ۲۰۰۱ |
| ۱۰۸۷۴۷ | 2001 OB42     | ۲۲ ژوئیه ۲۰۰۱ |
| ۱۰۸۷۴۸ | 2001 OJ42     | ۲۲ ژوئیه ۲۰۰۱ |
| ۱۰۸۷۴۹ | 2001 OK42     | ۲۲ ژوئیه ۲۰۰۱ |
| ۱۰۸۷۵۰ | 2001 OC43     | ۲۲ ژوئیه ۲۰۰۱ |
| ۱۰۸۷۵۱ | 2001 OE43     | ۲۲ ژوئیه ۲۰۰۱ |
| ۱۰۸۷۵۲ | 2001 OF43     | ۲۲ ژوئیه ۲۰۰۱ |
| ۱۰۸۷۵۳ | 2001 OV43     | ۲۳ ژوئیه ۲۰۰۱ |
| ۱۰۸۷۵۴ | 2001 OM44     | ۲۳ ژوئیه ۲۰۰۱ |
| ۱۰۸۷۵۵ | 2001 OP44     | ۲۳ ژوئیه ۲۰۰۱ |
| ۱۰۸۷۵۶ | 2001 OR44     | ۲۳ ژوئیه ۲۰۰۱ |
| ۱۰۸۷۵۷ | 2001 OK45     | ۱۶ ژوئیه ۲۰۰۱ |
| ۱۰۸۷۵۸ | 2001 OB46     | ۱۶ ژوئیه ۲۰۰۱ |
| ۱۰۸۷۵۹ | 2001 OG46     | ۱۶ ژوئیه ۲۰۰۱ |
| ۱۰۸۷۶۰ | 2001 OJ46     | ۱۶ ژوئیه ۲۰۰۱ |
| ۱۰۸۷۶۱ | 2001 OK46     | ۱۶ ژوئیه ۲۰۰۱ |
| ۱۰۸۷۶۲ | 2001 ON46     | ۱۶ ژوئیه ۲۰۰۱ |
| ۱۰۸۷۶۳ | 2001 OQ46     | ۱۶ ژوئیه ۲۰۰۱ |
| ۱۰۸۷۶۴ | 2001 OZ47     | ۱۶ ژوئیه ۲۰۰۱ |
| ۱۰۸۷۶۵ | 2001 OB48     | ۱۶ ژوئیه ۲۰۰۱ |
| ۱۰۸۷۶۶ | 2001 OJ48     | ۱۶ ژوئیه ۲۰۰۱ |
| ۱۰۸۷۶۷ | 2001 OG49     | ۱۷ ژوئیه ۲۰۰۱ |
| ۱۰۸۷۶۸ | 2001 OT50     | ۲۰ ژوئیه ۲۰۰۱ |
| ۱۰۸۷۶۹ | 2001 OG51     | ۲۱ ژوئیه ۲۰۰۱ |
| ۱۰۸۷۷۰ | 2001 OV51     | ۲۱ ژوئیه ۲۰۰۱ |
| ۱۰۸۷۷۱ | 2001 OC52     | ۲۱ ژوئیه ۲۰۰۱ |
| ۱۰۸۷۷۲ | 2001 OA53     | ۲۱ ژوئیه ۲۰۰۱ |
| ۱۰۸۷۷۳ | 2001 OD53     | ۲۱ ژوئیه ۲۰۰۱ |
| ۱۰۸۷۷۴ | 2001 OV53     | ۲۱ ژوئیه ۲۰۰۱ |
| ۱۰۸۷۷۵ | 2001 OB54     | ۲۱ ژوئیه ۲۰۰۱ |
| ۱۰۸۷۷۶ | 2001 OE54     | ۲۱ ژوئیه ۲۰۰۱ |
| ۱۰۸۷۷۷ | 2001 OQ54     | ۲۲ ژوئیه ۲۰۰۱ |
| ۱۰۸۷۷۸ | 2001 OX54     | ۲۲ ژوئیه ۲۰۰۱ |
| ۱۰۸۷۷۹ | 2001 OX55     | ۲۲ ژوئیه ۲۰۰۱ |
| ۱۰۸۷۸۰ | 2001 OT58     | ۲۰ ژوئیه ۲۰۰۱ |
| ۱۰۸۷۸۱ | 2001 OU58     | ۲۰ ژوئیه ۲۰۰۱ |
| ۱۰۸۷۸۲ | 2001 OR60     | ۲۱ ژوئیه ۲۰۰۱ |
| ۱۰۸۷۸۳ | 2001 OT62     | ۲۰ ژوئیه ۲۰۰۱ |
| ۱۰۸۷۸۴ | 2001 OV62     | ۲۰ ژوئیه ۲۰۰۱ |
| ۱۰۸۷۸۵ | 2001 OD63     | ۲۶ ژوئیه ۲۰۰۱ |
| ۱۰۸۷۸۶ | 2001 OH63     | ۲۶ ژوئیه ۲۰۰۱ |
| ۱۰۸۷۸۷ | 2001 OM63     | ۱۹ ژوئیه ۲۰۰۱ |
| ۱۰۸۷۸۸ | 2001 OG64     | ۲۴ ژوئیه ۲۰۰۱ |
| ۱۰۸۷۸۹ | 2001 OD65     | ۲۲ ژوئیه ۲۰۰۱ |
| ۱۰۸۷۹۰ | 2001 OT65     | ۲۸ ژوئیه ۲۰۰۱ |
| ۱۰۸۷۹۱ | 2001 OX65     | ۲۲ ژوئیه ۲۰۰۱ |
| ۱۰۸۷۹۲ | 2001 OZ65     | ۲۲ ژوئیه ۲۰۰۱ |
| ۱۰۸۷۹۳ | 2001 OJ66     | ۲۲ ژوئیه ۲۰۰۱ |
| ۱۰۸۷۹۴ | 2001 OL67     | ۲۷ ژوئیه ۲۰۰۱ |
| ۱۰۸۷۹۵ | 2001 OY67     | ۱۶ ژوئیه ۲۰۰۱ |
| ۱۰۸۷۹۶ | 2001 OM68     | ۱۶ ژوئیه ۲۰۰۱ |
| ۱۰۸۷۹۷ | 2001 OV69     | ۱۹ ژوئیه ۲۰۰۱ |
| ۱۰۸۷۹۸ | 2001 OF70     | ۱۹ ژوئیه ۲۰۰۱ |
| ۱۰۸۷۹۹ | 2001 OX70     | ۱۹ ژوئیه ۲۰۰۱ |
| ۱۰۸۸۰۰ | 2001 OR71     | ۲۱ ژوئیه ۲۰۰۱ |
| ۱۰۸۸۰۱ | 2001 OV71     | ۲۱ ژوئیه ۲۰۰۱ |
| ۱۰۸۸۰۲ | 2001 OB72     | ۲۱ ژوئیه ۲۰۰۱ |
| ۱۰۸۸۰۳ | 2001 OX72     | ۲۱ ژوئیه ۲۰۰۱ |
| ۱۰۸۸۰۴ | 2001 OP73     | ۲۱ ژوئیه ۲۰۰۱ |
| ۱۰۸۸۰۵ | 2001 OT73     | ۲۱ ژوئیه ۲۰۰۱ |
| ۱۰۸۸۰۶ | 2001 OK74     | ۱۹ ژوئیه ۲۰۰۱ |
| ۱۰۸۸۰۷ | 2001 ON74     | ۲۹ ژوئیه ۲۰۰۱ |
| ۱۰۸۸۰۸ | 2001 OR74     | ۲۹ ژوئیه ۲۰۰۱ |
| ۱۰۸۸۰۹ | 2001 OU74     | ۲۹ ژوئیه ۲۰۰۱ |
| ۱۰۸۸۱۰ | 2001 OV74     | ۲۹ ژوئیه ۲۰۰۱ |
| ۱۰۸۸۱۱ | 2001 OA75     | ۲۹ ژوئیه ۲۰۰۱ |
| ۱۰۸۸۱۲ | 2001 OG75     | ۲۴ ژوئیه ۲۰۰۱ |
| ۱۰۸۸۱۳ | 2001 OH75     | ۲۴ ژوئیه ۲۰۰۱ |
| ۱۰۸۸۱۴ | 2001 OU75     | ۲۵ ژوئیه ۲۰۰۱ |
| ۱۰۸۸۱۵ | 2001 OD76     | ۲۹ ژوئیه ۲۰۰۱ |
| ۱۰۸۸۱۶ | 2001 OL76     | ۲۲ ژوئیه ۲۰۰۱ |
| ۱۰۸۸۱۷ | 2001 OS76     | ۲۳ ژوئیه ۲۰۰۱ |
| ۱۰۸۸۱۸ | 2001 OM77     | ۲۶ ژوئیه ۲۰۰۱ |
| ۱۰۸۸۱۹ | 2001 OW77     | ۲۶ ژوئیه ۲۰۰۱ |
| ۱۰۸۸۲۰ | 2001 OX77     | ۲۶ ژوئیه ۲۰۰۱ |
| ۱۰۸۸۲۱ | 2001 OT78     | ۲۶ ژوئیه ۲۰۰۱ |
| ۱۰۸۸۲۲ | 2001 OX78     | ۲۶ ژوئیه ۲۰۰۱ |
| ۱۰۸۸۲۳ | 2001 OD79     | ۲۶ ژوئیه ۲۰۰۱ |
| ۱۰۸۸۲۴ | 2001 OG79     | ۲۷ ژوئیه ۲۰۰۱ |
| ۱۰۸۸۲۵ | 2001 OQ79     | ۲۷ ژوئیه ۲۰۰۱ |
| ۱۰۸۸۲۶ | 2001 OG80     | ۲۹ ژوئیه ۲۰۰۱ |
| ۱۰۸۸۲۷ | 2001 OH80     | ۲۹ ژوئیه ۲۰۰۱ |
| ۱۰۸۸۲۸ | 2001 OU81     | ۲۶ ژوئیه ۲۰۰۱ |
| ۱۰۸۸۲۹ | 2001 OC82     | ۲۶ ژوئیه ۲۰۰۱ |
| ۱۰۸۸۳۰ | 2001 OE82     | ۳۱ ژوئیه ۲۰۰۱ |
| ۱۰۸۸۳۱ | 2001 OT82     | ۲۷ ژوئیه ۲۰۰۱ |
| ۱۰۸۸۳۲ | 2001 OX83     | ۲۸ ژوئیه ۲۰۰۱ |
| ۱۰۸۸۳۳ | 2001 OO84     | ۱۸ ژوئیه ۲۰۰۱ |
| ۱۰۸۸۳۴ | 2001 OU84     | ۱۹ ژوئیه ۲۰۰۱ |
| ۱۰۸۸۳۵ | 2001 OW84     | ۱۹ ژوئیه ۲۰۰۱ |
| ۱۰۸۸۳۶ | 2001 OE86     | ۲۲ ژوئیه ۲۰۰۱ |
| ۱۰۸۸۳۷ | 2001 OG86     | ۲۲ ژوئیه ۲۰۰۱ |
| ۱۰۸۸۳۸ | 2001 OZ87     | ۳۱ ژوئیه ۲۰۰۱ |
| ۱۰۸۸۳۹ | 2001 OB88     | ۳۱ ژوئیه ۲۰۰۱ |
| ۱۰۸۸۴۰ | 2001 OJ89     | ۲۲ ژوئیه ۲۰۰۱ |
| ۱۰۸۸۴۱ | 2001 OR89     | ۲۳ ژوئیه ۲۰۰۱ |
| ۱۰۸۸۴۲ | 2001 OS89     | ۲۳ ژوئیه ۲۰۰۱ |
| ۱۰۸۸۴۳ | 2001 OE90     | ۲۳ ژوئیه ۲۰۰۱ |
| ۱۰۸۸۴۴ | 2001 OA91     | ۲۵ ژوئیه ۲۰۰۱ |
| ۱۰۸۸۴۵ | 2001 OL91     | ۳۰ ژوئیه ۲۰۰۱ |
| ۱۰۸۸۴۶ | 2001 OW91     | ۳۱ ژوئیه ۲۰۰۱ |
| ۱۰۸۸۴۷ | 2001 OB92     | ۲۲ ژوئیه ۲۰۰۱ |
| ۱۰۸۸۴۸ | 2001 OF92     | ۲۲ ژوئیه ۲۰۰۱ |
| ۱۰۸۸۴۹ | 2001 OM92     | ۲۲ ژوئیه ۲۰۰۱ |
| ۱۰۸۸۵۰ | 2001 OU92     | ۲۲ ژوئیه ۲۰۰۱ |
| ۱۰۸۸۵۱ | 2001 OF94     | ۲۷ ژوئیه ۲۰۰۱ |
| ۱۰۸۸۵۲ | 2001 OJ94     | ۲۷ ژوئیه ۲۰۰۱ |
| ۱۰۸۸۵۳ | 2001 OL94     | ۲۷ ژوئیه ۲۰۰۱ |
| ۱۰۸۸۵۴ | 2001 OQ94     | ۲۷ ژوئیه ۲۰۰۱ |
| ۱۰۸۸۵۵ | 2001 OU94     | ۲۷ ژوئیه ۲۰۰۱ |
| ۱۰۸۸۵۶ | 2001 OT95     | ۲۵ ژوئیه ۲۰۰۱ |
| ۱۰۸۸۵۷ | 2001 OV95     | ۲۵ ژوئیه ۲۰۰۱ |
| ۱۰۸۸۵۸ | 2001 OJ96     | ۲۳ ژوئیه ۲۰۰۱ |
| ۱۰۸۸۵۹ | 2001 OU96     | ۲۵ ژوئیه ۲۰۰۱ |
| ۱۰۸۸۶۰ | 2001 OZ96     | ۲۵ ژوئیه ۲۰۰۱ |
| ۱۰۸۸۶۱ | 2001 OD97     | ۲۵ ژوئیه ۲۰۰۱ |
| ۱۰۸۸۶۲ | 2001 OQ97     | ۲۵ ژوئیه ۲۰۰۱ |
| ۱۰۸۸۶۳ | 2001 OR98     | ۲۶ ژوئیه ۲۰۰۱ |
| ۱۰۸۸۶۴ | 2001 OS98     | ۲۶ ژوئیه ۲۰۰۱ |
| ۱۰۸۸۶۵ | 2001 OZ98     | ۲۷ ژوئیه ۲۰۰۱ |
| ۱۰۸۸۶۶ | 2001 OO99     | ۲۷ ژوئیه ۲۰۰۱ |
| ۱۰۸۸۶۷ | 2001 OH100    | ۲۷ ژوئیه ۲۰۰۱ |
| ۱۰۸۸۶۸ | 2001 OK100    | ۲۷ ژوئیه ۲۰۰۱ |
| ۱۰۸۸۶۹ | 2001 OA102    | ۲۸ ژوئیه ۲۰۰۱ |
| ۱۰۸۸۷۰ | 2001 OQ102    | ۲۸ ژوئیه ۲۰۰۱ |
| ۱۰۸۸۷۱ | 2001 OR102    | ۲۸ ژوئیه ۲۰۰۱ |
| ۱۰۸۸۷۲ | 2001 OE103    | ۲۹ ژوئیه ۲۰۰۱ |
| ۱۰۸۸۷۳ | 2001 OF103    | ۲۹ ژوئیه ۲۰۰۱ |
| ۱۰۸۸۷۴ | 2001 OD104    | ۳۰ ژوئیه ۲۰۰۱ |
| ۱۰۸۸۷۵ | 2001 OT104    | ۲۸ ژوئیه ۲۰۰۱ |
| ۱۰۸۸۷۶ | 2001 OV104    | ۲۸ ژوئیه ۲۰۰۱ |
| ۱۰۸۸۷۷ | 2001 OK105    | ۲۹ ژوئیه ۲۰۰۱ |
| ۱۰۸۸۷۸ | 2001 OX105    | ۲۹ ژوئیه ۲۰۰۱ |
| ۱۰۸۸۷۹ | 2001 OB106    | ۲۹ ژوئیه ۲۰۰۱ |
| ۱۰۸۸۸۰ | 2001 OC106    | ۲۹ ژوئیه ۲۰۰۱ |
| ۱۰۸۸۸۱ | 2001 OD106    | ۲۹ ژوئیه ۲۰۰۱ |
| ۱۰۸۸۸۲ | 2001 OF106    | ۲۹ ژوئیه ۲۰۰۱ |
| ۱۰۸۸۸۳ | 2001 OG106    | ۲۹ ژوئیه ۲۰۰۱ |
| ۱۰۸۸۸۴ | 2001 ON106    | ۲۹ ژوئیه ۲۰۰۱ |
| ۱۰۸۸۸۵ | 2001 OD107    | ۲۹ ژوئیه ۲۰۰۱ |
| ۱۰۸۸۸۶ | 2001 OL107    | ۲۹ ژوئیه ۲۰۰۱ |
| ۱۰۸۸۸۷ | 2001 OU110    | ۲۷ ژوئیه ۲۰۰۱ |
| ۱۰۸۸۸۸ | 2001 OQ111    | ۲۷ ژوئیه ۲۰۰۱ |
| ۱۰۸۸۸۸ | 2001 PX       | ۲ اوت ۲۰۰۱    |
| ۱۰۸۸۹۰ | 2001 PR1      | ۸ اوت ۲۰۰۱    |
| ۱۰۸۸۹۱ | 2001 PH2      | ۳ اوت ۲۰۰۱    |
| ۱۰۸۸۹۲ | 2001 PM2      | ۳ اوت ۲۰۰۱    |
| ۱۰۸۸۹۳ | 2001 PV2      | ۳ اوت ۲۰۰۱    |
| ۱۰۸۸۹۴ | 2001 PC3      | ۳ اوت ۲۰۰۱    |
| ۱۰۸۸۹۵ | 2001 PF3      | ۳ اوت ۲۰۰۱    |
| ۱۰۸۸۹۶ | 2001 PT3      | ۹ اوت ۲۰۰۱    |
| ۱۰۸۸۹۷ | 2001 PW4      | ۶ اوت ۲۰۰۱    |
| ۱۰۸۸۹۸ | 2001 PX4      | ۶ اوت ۲۰۰۱    |
| ۱۰۸۸۹۹ | 2001 PP5      | ۱۰ اوت ۲۰۰۱   |
| ۱۰۸۹۰۰ | 2001 PU5      | ۱۰ اوت ۲۰۰۱   |
| ۱۰۸۹۰۱ | 2001 PP6      | ۱۰ اوت ۲۰۰۱   |
| ۱۰۸۹۰۲ | 2001 PR6      | ۱۰ اوت ۲۰۰۱   |
| ۱۰۸۹۰۳ | 2001 PR8      | ۱۱ اوت ۲۰۰۱   |
| ۱۰۸۹۰۴ | 2001 PC9      | ۱۱ اوت ۲۰۰۱   |
| ۱۰۸۹۰۵ | 2001 PE9      | ۱۱ اوت ۲۰۰۱   |
| ۱۰۸۹۰۶ | 2001 PL9      | ۱۱ اوت ۲۰۰۱   |
| ۱۰۸۹۰۷ | 2001 PC10     | ۸ اوت ۲۰۰۱    |
| ۱۰۸۹۰۸ | 2001 PM10     | ۸ اوت ۲۰۰۱    |
| ۱۰۸۹۰۹ | 2001 PQ10     | ۸ اوت ۲۰۰۱    |
| ۱۰۸۹۱۰ | 2001 PY10     | ۸ اوت ۲۰۰۱    |
| ۱۰۸۹۱۱ | 2001 PW11     | ۱۱ اوت ۲۰۰۱   |
| ۱۰۸۹۱۲ | 2001 PD12     | ۱۱ اوت ۲۰۰۱   |
| ۱۰۸۹۱۳ | 2001 PQ12     | ۱۲ اوت ۲۰۰۱   |
| ۱۰۸۹۱۴ | 2001 PR12     | ۱۲ اوت ۲۰۰۱   |
| ۱۰۸۹۱۵ | 2001 PY12     | ۷ اوت ۲۰۰۱    |
| ۱۰۸۹۱۶ | 2001 PN13     | ۸ اوت ۲۰۰۱    |
| ۱۰۸۹۱۷ | 2001 PX14     | ۱۵ اوت ۲۰۰۱   |
| ۱۰۸۹۱۸ | 2001 PZ14     | ۱۳ اوت ۲۰۰۱   |
| ۱۰۸۹۱۹ | 2001 PG15     | ۸ اوت ۲۰۰۱    |
| ۱۰۸۹۲۰ | 2001 PU15     | ۹ اوت ۲۰۰۱    |
| ۱۰۸۹۲۱ | 2001 PY15     | ۹ اوت ۲۰۰۱    |
| ۱۰۸۹۲۲ | 2001 PU16     | ۹ اوت ۲۰۰۱    |
| ۱۰۸۹۲۳ | 2001 PO18     | ۹ اوت ۲۰۰۱    |
| ۱۰۸۹۲۴ | 2001 PO19     | ۱۰ اوت ۲۰۰۱   |
| ۱۰۸۹۲۵ | 2001 PD21     | ۱۰ اوت ۲۰۰۱   |
| ۱۰۸۹۲۶ | 2001 PF21     | ۱۰ اوت ۲۰۰۱   |
| ۱۰۸۹۲۷ | 2001 PK21     | ۱۰ اوت ۲۰۰۱   |
| ۱۰۸۹۲۸ | 2001 PD22     | ۱۰ اوت ۲۰۰۱   |
| ۱۰۸۹۲۹ | 2001 PL22     | ۱۰ اوت ۲۰۰۱   |
| ۱۰۸۹۳۰ | 2001 PQ22     | ۱۰ اوت ۲۰۰۱   |
| ۱۰۸۹۳۱ | 2001 PR22     | ۱۰ اوت ۲۰۰۱   |
| ۱۰۸۹۳۲ | 2001 PA23     | ۱۰ اوت ۲۰۰۱   |
| ۱۰۸۹۳۳ | 2001 PD23     | ۱۰ اوت ۲۰۰۱   |
| ۱۰۸۹۳۴ | 2001 PR23     | ۱۱ اوت ۲۰۰۱   |
| ۱۰۸۹۳۵ | 2001 PA24     | ۱۱ اوت ۲۰۰۱   |
| ۱۰۸۹۳۶ | 2001 PJ24     | ۱۱ اوت ۲۰۰۱   |
| ۱۰۸۹۳۷ | 2001 PF25     | ۱۱ اوت ۲۰۰۱   |
| ۱۰۸۹۳۸ | 2001 PP25     | ۱۱ اوت ۲۰۰۱   |
| ۱۰۸۹۳۹ | 2001 PR25     | ۱۱ اوت ۲۰۰۱   |
| ۱۰۸۹۴۰ | 2001 PT25     | ۱۱ اوت ۲۰۰۱   |
| ۱۰۸۹۴۱ | 2001 PH26     | ۱۱ اوت ۲۰۰۱   |
| ۱۰۸۹۴۲ | 2001 PL26     | ۱۱ اوت ۲۰۰۱   |
| ۱۰۸۹۴۳ | 2001 PO26     | ۱۱ اوت ۲۰۰۱   |
| ۱۰۸۹۴۴ | 2001 PW26     | ۱۱ اوت ۲۰۰۱   |
| ۱۰۸۹۴۵ | 2001 PH27     | ۱۱ اوت ۲۰۰۱   |
| ۱۰۸۹۴۶ | 2001 PR27     | ۱۱ اوت ۲۰۰۱   |
| ۱۰۸۹۴۷ | 2001 PV27     | ۱۳ اوت ۲۰۰۱   |
| ۱۰۸۹۴۸ | 2001 PC28     | ۱۴ اوت ۲۰۰۱   |
| ۱۰۸۹۴۹ | 2001 PG28     | ۱۴ اوت ۲۰۰۱   |
| ۱۰۸۹۵۰ | 2001 PS28     | ۱۴ اوت ۲۰۰۱   |
| ۱۰۸۹۵۱ | 2001 PT28     | ۱۵ اوت ۲۰۰۱   |
| ۱۰۸۹۵۲ | 2001 PD29     | ۱۵ اوت ۲۰۰۱   |
| ۱۰۸۹۵۳ | 2001 PM29     | ۱۳ اوت ۲۰۰۱   |
| ۱۰۸۹۵۴ | 2001 PD30     | ۱۰ اوت ۲۰۰۱   |
| ۱۰۸۹۵۵ | 2001 PE30     | ۱۰ اوت ۲۰۰۱   |
| ۱۰۸۹۵۶ | 2001 PN30     | ۱۰ اوت ۲۰۰۱   |
| ۱۰۸۹۵۷ | 2001 PC31     | ۱۰ اوت ۲۰۰۱   |
| ۱۰۸۹۵۸ | 2001 PW31     | ۱۰ اوت ۲۰۰۱   |
| ۱۰۸۹۵۹ | 2001 PD32     | ۱۰ اوت ۲۰۰۱   |
| ۱۰۸۹۶۰ | 2001 PD33     | ۱۰ اوت ۲۰۰۱   |
| ۱۰۸۹۶۱ | 2001 PE33     | ۱۰ اوت ۲۰۰۱   |
| ۱۰۸۹۶۲ | 2001 PR33     | ۱۰ اوت ۲۰۰۱   |
| ۱۰۸۹۶۳ | 2001 PK34     | ۱۰ اوت ۲۰۰۱   |
| ۱۰۸۹۶۴ | 2001 PD35     | ۱۰ اوت ۲۰۰۱   |
| ۱۰۸۹۶۵ | 2001 PW37     | ۱۱ اوت ۲۰۰۱   |
| ۱۰۸۹۶۶ | 2001 PO38     | ۱۱ اوت ۲۰۰۱   |
| ۱۰۸۹۶۷ | 2001 PA40     | ۱۱ اوت ۲۰۰۱   |
| ۱۰۸۹۶۸ | 2001 PE40     | ۱۱ اوت ۲۰۰۱   |
| ۱۰۸۹۶۹ | 2001 PH41     | ۱۱ اوت ۲۰۰۱   |
| ۱۰۸۹۷۰ | 2001 PK41     | ۱۱ اوت ۲۰۰۱   |
| ۱۰۸۹۷۱ | 2001 PL42     | ۱۲ اوت ۲۰۰۱   |
| ۱۰۸۹۷۲ | 2001 PM42     | ۱۲ اوت ۲۰۰۱   |
| ۱۰۸۹۷۳ | 2001 PV42     | ۱۲ اوت ۲۰۰۱   |
| ۱۰۸۹۷۴ | 2001 PQ43     | ۱۳ اوت ۲۰۰۱   |
| ۱۰۸۹۷۵ | 2001 PR44     | ۱۵ اوت ۲۰۰۱   |
| ۱۰۸۹۷۶ | 2001 PK45     | ۱۱ اوت ۲۰۰۱   |
| ۱۰۸۹۷۷ | 2001 PN47     | ۱۳ اوت ۲۰۰۱   |
| ۱۰۸۹۷۸ | 2001 PU47     | ۱۳ اوت ۲۰۰۱   |
| ۱۰۸۹۷۹ | 2001 PD48     | ۳ اوت ۲۰۰۱    |
| ۱۰۸۹۸۰ | 2001 PF48     | ۳ اوت ۲۰۰۱    |
| ۱۰۸۹۸۱ | 2001 PL48     | ۱۴ اوت ۲۰۰۱   |
| ۱۰۸۹۸۲ | 2001 PN49     | ۱۴ اوت ۲۰۰۱   |
| ۱۰۸۹۸۳ | 2001 PQ50     | ۱۴ اوت ۲۰۰۱   |
| ۱۰۸۹۸۴ | 2001 PT51     | ۱۵ اوت ۲۰۰۱   |
| ۱۰۸۹۸۵ | 2001 PW51     | ۱۵ اوت ۲۰۰۱   |
| ۱۰۸۹۸۶ | 2001 PJ52     | ۱۵ اوت ۲۰۰۱   |
| ۱۰۸۹۸۷ | 2001 PN52     | ۱۵ اوت ۲۰۰۱   |
| ۱۰۸۹۸۸ | 2001 PM54     | ۱۴ اوت ۲۰۰۱   |
| ۱۰۸۹۸۹ | 2001 PD55     | ۱۴ اوت ۲۰۰۱   |
| ۱۰۸۹۹۰ | 2001 PP55     | ۱۴ اوت ۲۰۰۱   |
| ۱۰۸۹۹۱ | 2001 PK56     | ۱۴ اوت ۲۰۰۱   |
| ۱۰۸۹۹۲ | 2001 PQ56     | ۱۴ اوت ۲۰۰۱   |
| ۱۰۸۹۹۳ | 2001 PR58     | ۱۴ اوت ۲۰۰۱   |
| ۱۰۸۹۹۴ | 2001 PG59     | ۱۴ اوت ۲۰۰۱   |
| ۱۰۸۹۹۵ | 2001 PH59     | ۱۴ اوت ۲۰۰۱   |
| ۱۰۸۹۹۶ | 2001 PR61     | ۱۳ اوت ۲۰۰۱   |
| ۱۰۸۹۹۷ | 2001 PB62     | ۱۳ اوت ۲۰۰۱   |
| ۱۰۸۹۹۸ | 2001 PP62     | ۱۳ اوت ۲۰۰۱   |
| ۱۰۸۹۹۹ | 2001 PF63     | ۱۳ اوت ۲۰۰۱   |
| ۱۰۹۰۰۰ | 2001 PZ64     | ۳ اوت ۲۰۰۱    |